# Thực vật học

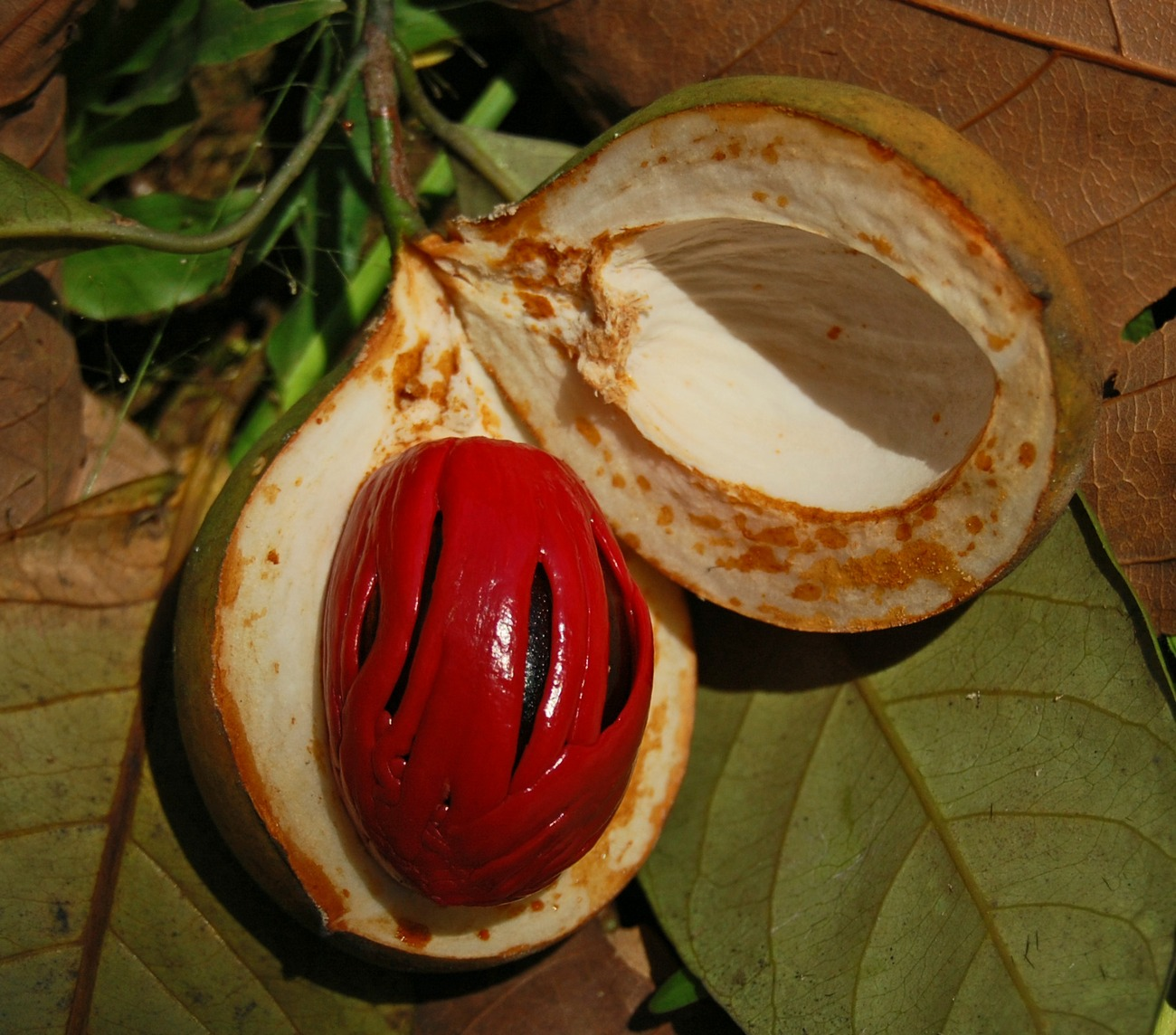
Quả nhục đậu khấu (một loài bản địa Indonesia) là nguồn nguyên liệu cho hai gia vị giá trị, đó là lớp vỏ đỏ (mace) bao quanh hạt nhục đậu khấu màu nâu sậm.

Thực vật học (tiếng Anh: botany, còn được gọi là khoa học thực vật, sinh học thực vật hoặc ngành thực vật học) là bộ môn khoa học nghiên cứu về thực vật và là một phân ngành của sinh học. Nhà thực vật học, nhà khoa học thực vật hay nhà nghiên cứu thực vật là một nhà khoa học có chuyên môn về lĩnh vực này. Thuật ngữ "thực vật học" trong các ngôn ngữ Tây phương bắt nguồn từ tiếng Hy Lạp cổ đại là βοτάνη (botanē), nghĩa là "đồng cỏ chăn gia súc", "thảo mộc", "đồng cỏ" hay "cỏ khô"; βοτάνη thì có nguồn gốc từ βόσκειν (boskein), tức là "chăn nuôi" hoặc "chăn thả". Theo truyền thống, thực vật còn gồm có nghiên cứu nấm và tảo, các nhà nghiên cứu được gọi lần lượt là nhà nấm học và tảo học; việc nghiên cứu ba nhóm sinh vật này vẫn nằm trong diện quan tâm của Hội nghị Thực vật Quốc tế. Ngày nay, các nhà thực vật học nghiên cứu khoảng 410.000 loài thực vật trên cạn, trong số đó 391.000 loài là thực vật bậc cao (bao gồm khoảng 369.000 loài thực vật hạt kín) và khoảng 20.000 loài là rêu.
Thực vật học có nguồn gốc từ thời tiền sử dưới vai trò thảo dược, khi con người bước đầu cố nhận dạng (và sau đó là trồng trọt) những cây có thể ăn, làm thuốc và có độc, biến nó thành một trong những phân ngành khoa học lâu đời nhất. Những khu vườn thuốc thời Trung Cổ thường gắn liền với các tu viện, là nơi chứa những cây có tác dụng y học. Chúng là tiền thân của những vườn bách thảo đầu tiên gắn liền với các trường đại học, được thành lập từ những năm 1540 trở đi. Một trong những vườn bách thảo đầu tiên là vườn bách thảo Padova. Những khu vực này đã tạo điều kiện cho việc các chuyên gia học thuật nghiên cứu về thực vật. Những nỗ lực phân loại và miêu tả bộ sưu tập này là bước khởi đầu cho phân loại thực vật, từ đó ra đời danh pháp hai phần của Carl Linnaeus vào năm 1753, vẫn còn được dùng để đặt tên cho tất cả các loài sinh vật cho tới ngày nay.
Vào thế kỷ 19 và 20, những kĩ thuật mới đã được phát triển để nghiên cứu thực vật, trong đó gồm các phương pháp nhuộm tế bào, dùng kính hiển vi quang học và chụp hình tế bào sống, kính hiển vi điện tử, phân tích bộ nhiễm sắc thể, hóa thực vật, cấu trúc và chức năng của các enzyme và protein khác. Trong hai thập niên cuối thế kỷ 20, các nhà thực vật học đã khai thác những kĩ thuật phân tích di truyền phân tử, gồm có hệ gen, hệ protein và các chuỗi DNA để phân loại thực vật chính xác hơn.
Thực vật học hiện đại là một bộ môn đại cương và đa ngành với những đóng góp và hiểu biết sâu sắc từ các lĩnh vực khoa học và kĩ thuật khác. Những đề tài nghiên cứu gồm có ba nhóm chínhː hình thái và giải phẫu thực vật, sinh lý học thực vật (gồm các quá trình tăng trưởng và phân hóa, sinh sản, hóa sinh và trao đổi chất sơ cấp, các sản phẩm hóa học, phát triển, bệnh học,...) và phân loại thực vật (bao gồm nhiều ngành như quan hệ tiến hóa, hệ thống học, đa dạng thực vật,...). Những đề tài nổi bật trong thực vật học ở thế kỷ 21 là di truyền phân tử và di truyền học biểu sinh, nghiên cứu về trao đổi chất và kiểm soát biểu hiện gen trong quá trình phân hóa của tế bào thực vật và mô. Nghiên cứu thực vật học được ứng dụng đa dạng trong việc cung cấp các nguyên vật liệu và thực phẩm thiết yếu như gỗ làm nhà, dầu, cao su, sợi và thuốc, trong trồng trọt, nông nghiệp và lâm nghiệp hiện đại, nhân giống, gây giống và kỹ thuật di truyền, trong tổng hợp hóa chất, ứng dụng trong xây dựng, sản xuất năng lượng, trong quản lý môi trường và duy trì đa dạng sinh học.

## Lịch sử

### Thực vật học sơ khai

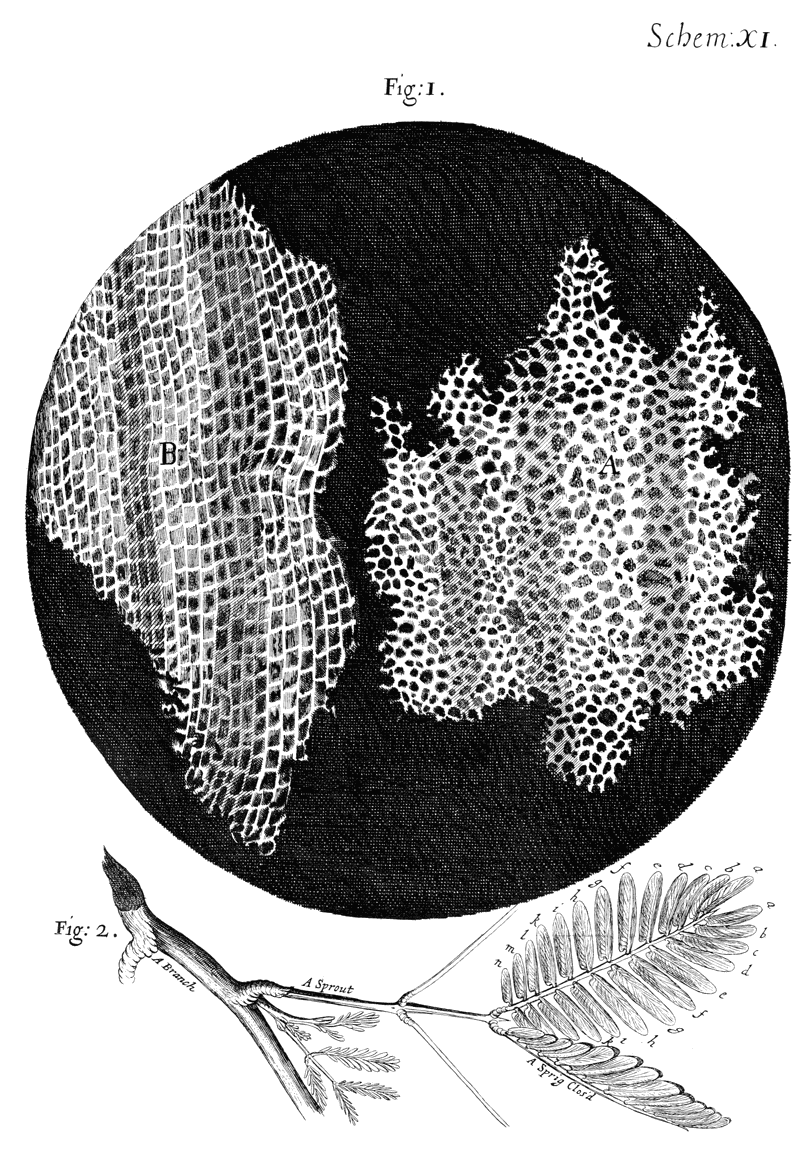
Một bản in khắc các tế bào của mô bảo vệ cây Quercus suber từ cuốn Micrographia của Robert Hooke vào năm 1665.

Có bằng chứng cho thấy con người đã sử dụng thực vật cách đây 10.000 năm ở Thung lũng sông Little Tennessee, đa số là củi đốt hoặc thực phẩm. Thực vật học khởi nguồn dưới dạng thảo dược học, ngành nghiên cứu và sử dụng thực vật để điều chế thuốc. Lịch sử sơ khai của thực vật ghi lại được gồm nhiều tài liệu và phân loại thực vật cổ. Những ví dụ về các công trình thực vật học đầu tiên được phát hiện trong các văn bản cổ từ Ấn Độ (có niên đại trước năm 1100 trước Công nguyên), thời Ai Cập cổ đại, trong các tài liệu tiếng Avesta cổ và trong những tài liệu Trung Quốc được cho là từ trước năm 221 TCN.
Thực vật học hiện đại có nguồn gốc từ thời Hy Lạp cổ đại, đặc biệt liên quan tới Theophrastus (sống khoảng năm 371–287 TCN); ông là học trò của Aristoteles, người đã phát minh và miêu tả nhiều nguyên lý thực vật, được đông đảo cộng đồng khoa học coi là "Cha đẻ của thực vật học". Hai công trình chính của ông là Historia Plantarum và On the Causes of Plants đã đưa ra những đóng góp quan trọng nhất cho ngành khoa học thực vật cho đến thời Trung Cổ, tức gần 17 thế kỷ về sau.
Một công trình khác ra đời từ thời Hy Lạp cổ đại bước đầu tác động lên thực vật học là De Materia Medica, một cuốn bách khoa toàn thư gồm 5 tập về thảo dược học do bác sĩ kiêm nhà dược học người Hy Lạp Pedanius Dioscorides biên soạn vào giữa thế kỷ 1. De Materia Medica đã được đón đọc rộng rãi trong hơn 1.500 năm. Những đóng góp quan trọng từ thời Hồi giáo Trung Cổ gồm có Nabatean Agriculture của Ibn Wahshiyya, Book of Plants (Cuốn sách về thực vật) của Abū Ḥanīfa Dīnawarī (828–896) và The Classification of Soils (Phân loại đất) của Ibn Bassal. Đầu thế kỷ 13, Abu al-Abbas al-Nabati và Ibn al-Baitar (mất năm 1248) đã viết về thực vật học theo phương pháp có hệ thống và khoa học.
Giữa thế kỷ 16, những vườn bách thảo được thành lập tại một số viện đại học của Ý. Vườn bách thảo Padova (1545) thường được xem là vườn bách thảo đầu tiên và vẫn nằm ở vị trí đầu tiên của nó đến ngày nay. Những khu vườn này tiếp tục kết thừa giá trị thực tiễn của "vườn thuốc" thời sơ khai (thường gắn liền với các tu viện, trong đó thực vật được dùng để chữa bệnh). Chúng thúc đẩy sự phát triển của thực vật học để trở thành một bộ môn học thuật. Những bài giảng về các loại cây trong vườn đã ra đời cùng với mục đích y khoa của chúng. Những vườn bách thảo đến vùng Bắc Âu muộn hơn nhiều; vườn đầu tiên ở Anh là Vườn bách thảo Đại học Oxford vào năm 1621. Trong suốt thời kì này, thực vật học vẫn phụ thuộc chủ yếu vào y học.
Bác sĩ người Đức Leonhart Fuchs (1501–1566) là một trong "ba vị cha đẻ thực vật học người Đức", cùng với nhà thần học Otto Brunfels (1489–1534) và bác sĩ Hieronymus Bock (1498–1554) (còn có tên là Hieronymus Tragus). Fuchs và Brunfels đã tách khỏi truyền thống sao chép những công trình trước kia để thực hiện những quan sát nguyên bản của riêng họ. Bock tạo ra hệ thống phân loại thực vật của riêng ông.
Bác sĩ Valerius Cordus (1515–1544) là tác giả công trình thảo dược quan trọng về mặt thực vật và dược học mang tên Historia Plantarum vào năm 1544 và một dược thư có ảnh hưởng lâu dài mang tên Dispensatorium vào năm 1546. Nhà tự nhiên học Conrad von Gesner (1516–1565) và nhà dược học John Gerard (1545–k.1611) đã công bố nhiều loại thực vật, bao gồm công dụng chữa bệnh của chúng. Nhà tự nhiên học Ulisse Aldrovandi (1522–1605) được xem là cha đẻ của lịch sử tự nhiên cũng có nghiên cứu về thực vật. Năm 1665, nhờ sử dụng kính hiển vi đầu tiên, nhà bác học Robert Hooke phát hiện ra các tế bào (thuật ngữ mà ông đặt ra) trong các nút bần, và không lâu sau là trong các mô thực vật sống.

### Thực vật học cận đại

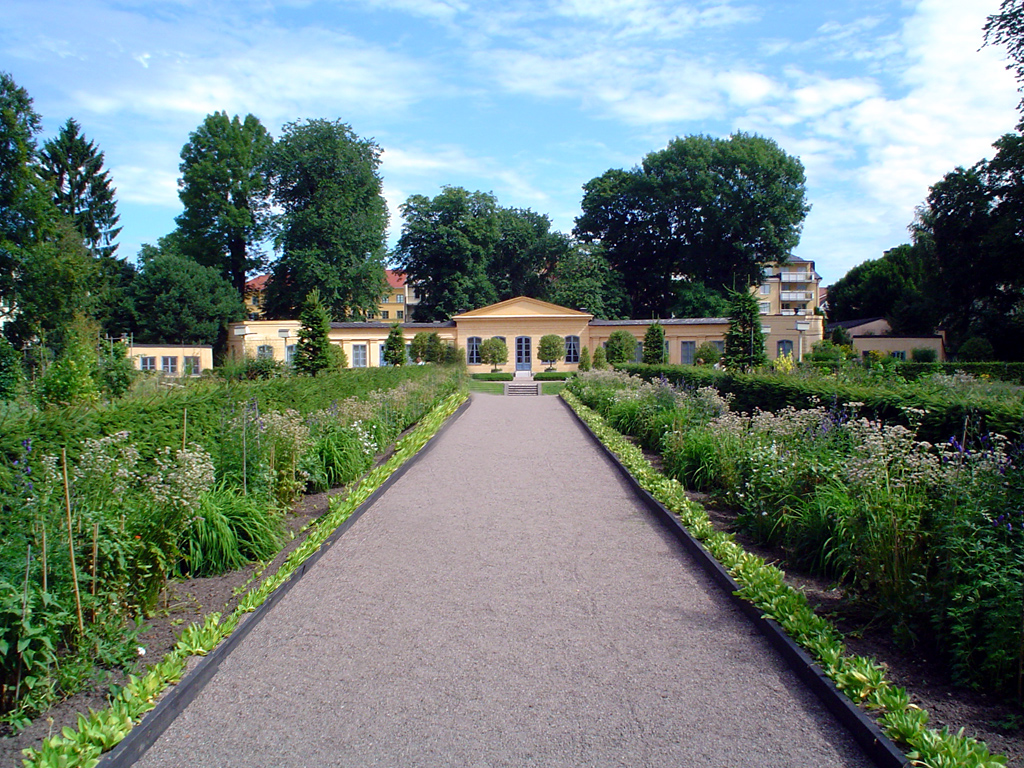
Vườn Linnaean (nơi Linnaeus sống ở Uppsala, Thụy Điển) được trồng cây theo phép phân loại Systema sexuale của ông.

Trong thế kỷ 18, các hệ thống nhận dạng thực vật được phát triển để đối chiếu với những khóa lưỡng phân, nơi các loài thực chưa rõ lai lịch được xếp vào những đơn vị phân loại (ví dụ: họ, chi và loài) bằng cách tiến hành một loạt lựa chọn giữa các cặp tính trạng. Sự phân loại "nhân tạo" và chuỗi các tính trạng trong các khóa được thiết kế hoàn toàn chỉ để nhận dạng (các khóa chẩn đoán), hoặc có liên hệ chặt chẽ hơn với trật tự phân loại "tự nhiên" của taxa trong những khóa tổng quát. Đến thế kỷ 18, những loài thực vật mới phục vụ nghiên cứu đã đặt chân đến châu Âu với số lượng ngày càng tăng từ những quốc gia mới phát hiện và vùng thuộc địa của châu Âu trên toàn thế giới. Năm 1753, Carl von Linné (Carl Linnaeus) xuất bản tác phẩm Species Plantarum, một cuốn phân loại thực vật theo thứ bậc vẫn là nguồn tham khảo cho danh pháp thực vật hiện đại. Tác phẩm đã định hình nên một giản đồ đặt tên hai phần hoặc danh pháp hai phần chuẩn hóa, gồm phần đầu là tên chi còn phần thứ hai xác định các loài trong chi. Với mục đích nhận dạng, cuốn Systema Sexuale của Linnaeus đã phân thực vật thành 24 nhóm dựa theo số lượng cơ quan sinh dục đực của chúng. Nhóm thứ 24 tên là Cryptogamia gồm có tất cả các loài thực vật mang những bộ phận sinh sản bị ẩn giấu, rêu, cỏ biển, dương xỉ, tảo và nấm.
Nhờ nâng cao kiến thức về giải phẫu, hình thái và các vòng đời của thực vật, các nhà thực vật học nhận ra rằng có nhiều điểm tương đồng tự nhiên giữa các loài thực vật hơn hệ giới tính nhân tạo của Linnaeus. Adanson (1763), de Jussieu (1789) và Candolle (1819) đều công bố nhiều hệ thống phân loại tự nhiên thay thế, theo đó các nhóm thực vật được phân loại dựa trên nhiều nhóm tính trạng hơn và được nhiều người ủng hộ hơn. Hệ thống Candolle phản ánh những hiểu biết của ông  về sự phát triển hình thái phức tạp và hệ thống Bentham & Hooker sau này (giàu ảnh hưởng tới giữa thế giữa thế kỷ 19) chịu ảnh hưởng từ phương pháp của Candolle. Sự kiện Darwin cho ra đời cuốn Nguồn gốc các loài vào năm 1859 và quan niệm của ông về tổ tiên chung đã đòi hỏi những thay đổi với hệ thống của Candolle để phản ánh các mối quan hệ tiến hóa có điểm khác biệt so với nét tương đồng về hình thái.
Thực vật học có một bước tiến lớn nhờ sự xuất hiện của cuốn sách giáo khoa "hiện đại" đầu tiên, quyển Grundzüge der Wissenschaftlichen Botanik của Matthias Schleiden, được xuất bản bằng tiếng Anh với nhan đề Principles of Scientific Botany (Nguồn gốc của khoa học thực vật) vào năm 1849. Schleiden là một người sử dụng kính hiển vi và nhà giải phẫu thực vật đầu tiên, ngoài ra ông còn là đồng tác giả học thuyết tế bào (với Theodor Schwann và Rudolf Virchow) và một trong những người đầu tiên nắm được tầm quan trọng của nhân tế bào mà Robert Brown từng mô tả vào năm 1831. Năm 1855, Adolf Fick đã xây dựng các định luật của riêng ông nhằm tính toán tốc độ khuếch tán phân tử trong các hệ sinh học.

### Thực vật học hậu cận đại

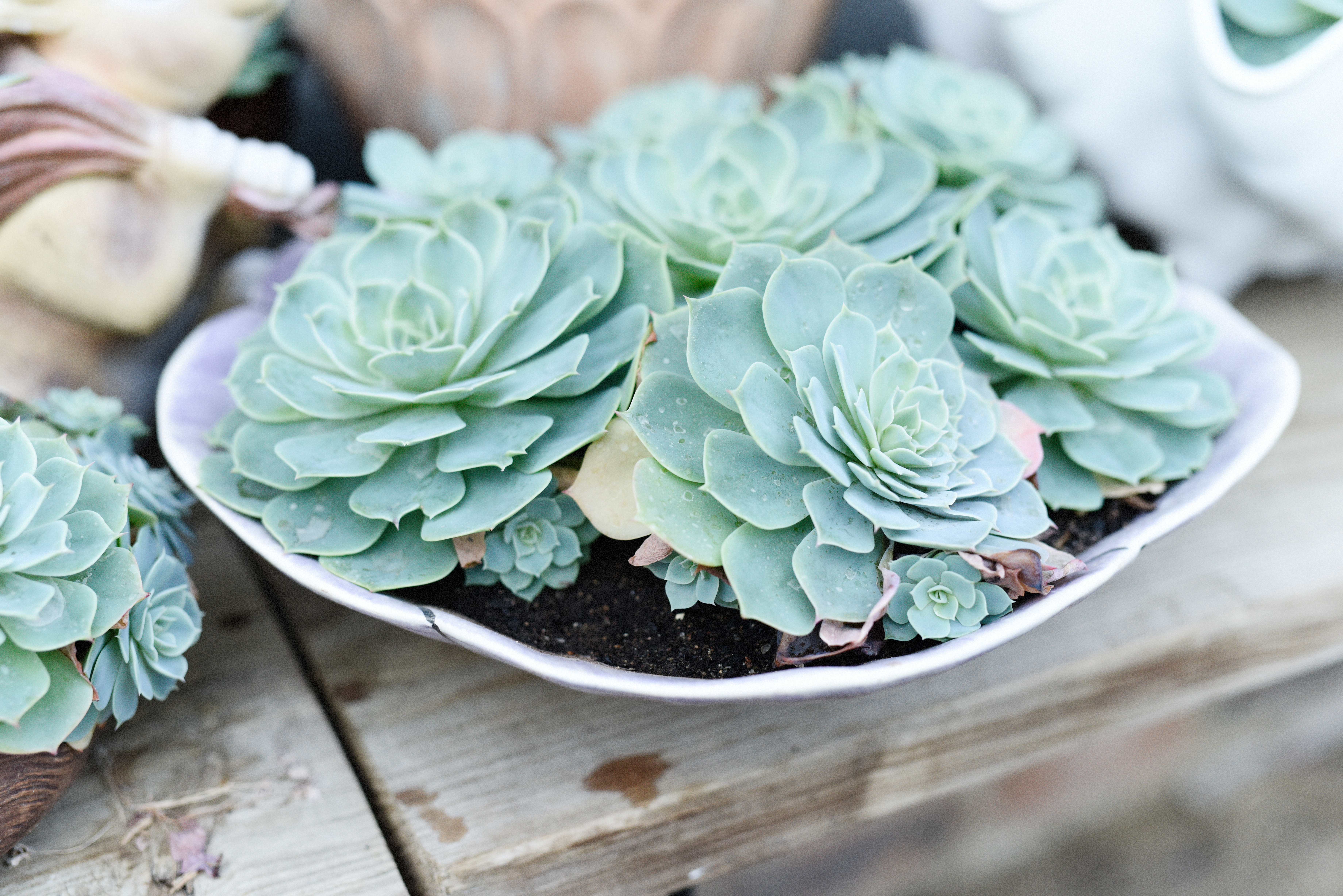
Loài Echeveria glauca trong một nhà kính ở Connecticut. Thực vật học sử dụng tên Latin để nhận dạng, tên loài glauca ở đây nghĩa là màu lam.

Dựa trên thuyết di truyền gen-nhiễm sắc thể bắt nguồn từ Gregor Mendel (1822–1884), August Weismann (1834–1914) đã chứng minh rằng di truyền chỉ xảy ra thông qua các giao tử. Không có loại tế bào nào khác có thể truyền đạt các thông tin di truyền. Công trình về giải phẫu thực vật của Katherine Esau (1898–1997) vẫn là nền tảng chính của thực vật học hiện đại. Các quyển Plant Anatomy (Giải phẫu thực vật) và Anatomy of Seed Plants (Giải phẫu thực vật có hạt) của bà là những cuốn sinh học cấu trúc thực vật quan trọng trong hơn nửa thế kỷ.
Những người tiên phong cho môn sinh thái học thực vật ở cuối thế kỷ 19 là các nhà thực vật học như Eugenius Warming (chủ nhân giả thuyết rằng thực vật tạo nên các quần xã) và Christen C. Raunkiær (cố vấn và người kế nhiệm Warming), tác giả hệ thống miêu tả những dạng sống của thực vật vẫn được sử dụng ngày nay. Quan niệm cho rằng thành phần của các quần xã thực vật như rừng lá rộng ôn đới thay đổi bởi quá trình diễn thế sinh thái là do Henry Chandler Cowles, Arthur Tansley và Frederic Clements phát triển. Clements được ghi công với ý kiến cho rằng quần xã đỉnh cực là quần xã phức tạp nhất mà một môi trường có thể nuôi dưỡng, còn Tansley giới thiệu khái nhiệm của những hệ sinh thái tới sinh quyển. Dựa trên công trình mở rộng trước đó của Alphonse de Candolle, Nikolai Vavilov (1887–1943) đã cho ra đời các tài liệu về địa lý sinh học, các trung tâm nguồn gốc và lịch sử tiến hóa của các loài thực vật có giá trị kinh tế.

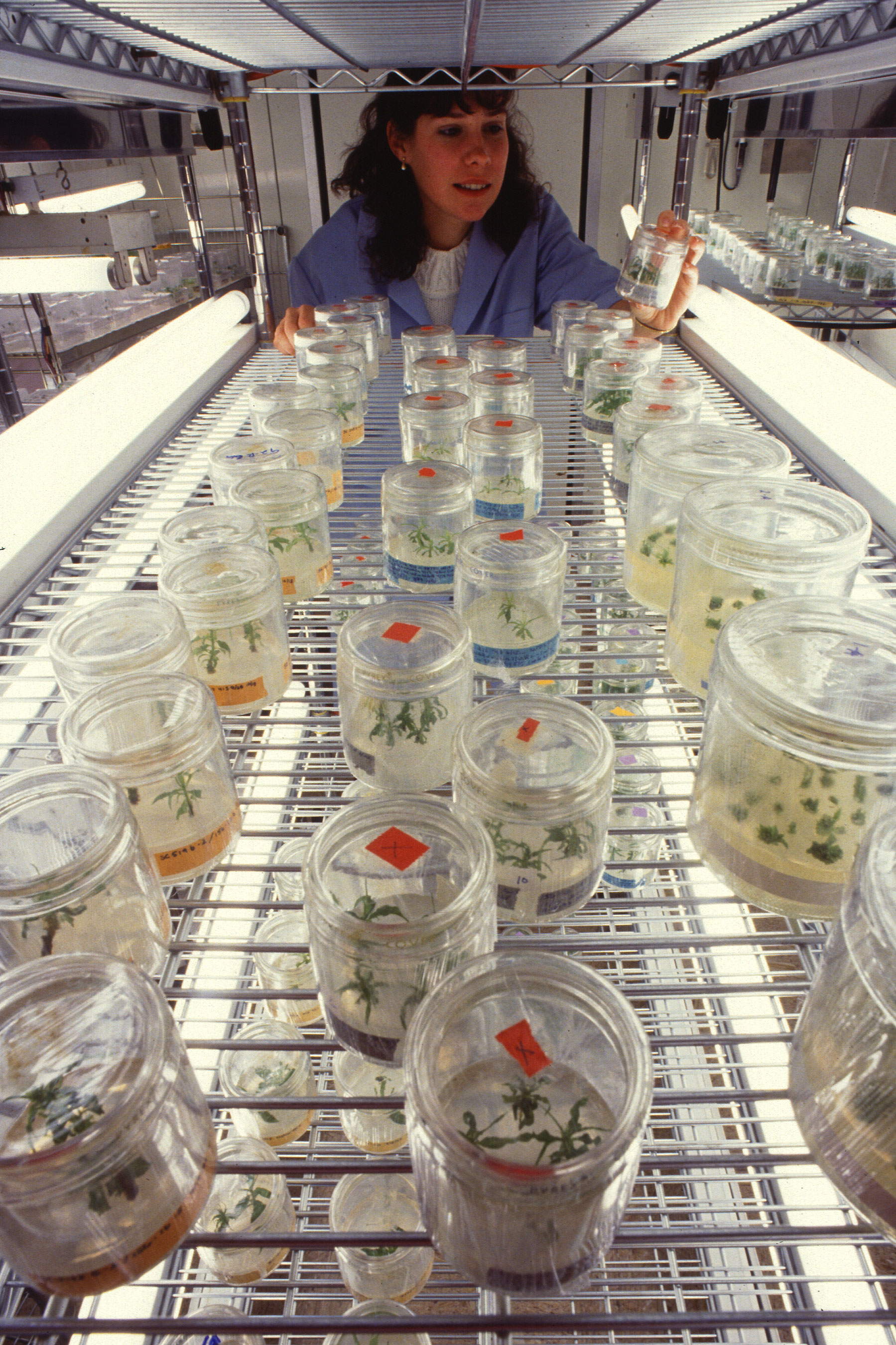
Vi nhân giống các loài cây biến đổi gen.

Đặc biệt kể từ giữa thập niên 1960, thế giới đã có những bước tiến bộ trong vốn hiểu biết về bản chấy vật lý, hoá học của các quá trình sinh lý thực vật như thoát hơi nước (vận chuyển nước trong các mô thực vật), tốc độ bay hơi từ bề mặt lá phụ thuộc vào nhiệt độ và sự khuếch tán phân tử hơi nước và khí cacbonic thông qua những lỗ hở khí khổng. Những bước tiến kể trên, cộng với các phương pháp mới nhằm đo kích thước lỗ khí khổng và tốc độ quang hợp đã giúp miêu tả chính xác tốc độ trao đổi khí giữa thực vật và không khí. Những phát kiến mới trong phép phân tích thống kê của Ronald Fisher, Frank Yates và những nhà khoa học khác tại Trạm thí nghiệm Rothamsted đã tạo điều kiện thuận lợi cho thiết kế thí nghiệm hợp lý và phân tích dữ liệu trong nghiên cứu thực vật. Việc Kenneth V. Thimann phát hiện và nhận dạng hormone thực vật auxin vào năm 1948 đã giúp giới khoa học có thể điều chỉnh sự phát triển của thực vật bằng chất hóa học ngoại sinh. Frederick Campion Steward là người tiên phong trong kĩ thuật vi nhân giống và nuôi cấy mô thực vật được điều hoà bởi hormone thực vật. Auxin nhân tạo 2,4-Dichlorophenoxyacetic acid hay 2,4-D là một trong những thuốc diệt cỏ tổng hợp thương mại đầu tiên.
Ở thế kỷ 20, các kĩ thuật phân tích hóa hữu cơ hiện đại đã điều khiển những bước phát triển trong ngành hóa sinh thực vật, chẳng hạn như quang phổ, sắc ký và điện di. Với việc tăng số lượng các phương pháp tiếp cận sinh học liên quan ở quy mô phân tử của sinh học phân tử, gen học, protein học và chuyển hóa học, mối quan hệ giữa bộ gen của thực vật và hầu hết những khía cạnh của hóa sinh, sinh lý, hình thái và tập tính của thực vật là đối tượng được phân tích thực nghiệm chi tiết. Khái niệm lần đầu do Gottlieb Haberlandt chỉ ra vào năm 1902 rằng tất cả tế bào thực vật là "toàn năng" (nguyên văn "totipotency") và sau cùng có thể được nuôi cấy in-vitro (trong ống nghiệm) nhằm sử dụng kỹ thuật di truyền trong thực nghiệm để loại bỏ một hoặc nhiều gen chịu trách nhiệm cho một đặc tính cụ thể, hoặc để bổ sung gen như GFP chỉ thị khi một gen quan tâm đang được biểu lộ. Những công nghệ này có thể cho sử dụng công nghệ sinh học lên toàn bộ thực vật hoặc những tế bào thực vật nuôi cấy trong các lò phản ứng sinh học để tổng hợp thuốc trừ sâu sinh học, dược chất sinh học hoặc các thuốc khác, cũng như ứng dụng thực tế vào cây trồng biến đổi gen được thiết kế cho các đặc tính như cải thiện năng suất.
Hình thái học hiện đại ghi nhận sự thống nhất giữa các loại hình thái chính của rễ, thân (caulome), lá (phyllome) và trichome. Ngoài ra, hình thái chú trọng vào chức năng cấu trúc. Phương pháp phân loại hiện đại nhằm phản ánh và phát hiện quan hệ phát sinh giữa các loài thực vật. Phát sinh chủng loại phân tử hiện đại phần lớn bỏ qua những đặc điểm hình thái, lấy các chuỗi trình tự DNA làm dữ liệu. Phép phân tích phân tử trình tự DNA từ phần lớn họ thực vật có hoa đã góp phần ra đời Nhóm phát sinh thực vật hạt kín (Angiosperm Phylogeny Group - APG, xuất bản vào năm 1998) nói về việc phát sinh các loài thực vật có hoa, giải đáp nhiều câu hỏi về mối quan hệ giữa các họ và loài của nhánh thực vật này. Khả năng trên lý thuyết của một phương pháp thực tế để xác định các loài thực vật và giống thương mại bằng mã vạch DNA là chủ đề của nghiên cứu hiện đại.

## Phạm vi và tầm quan trọng

Thực vật học liên quan tới việc ghi chép và miêu tả thực vật, chẳng hạn như mẫu vật cây dương xỉ Athyrium filix-femina này.

Nghiên cứu thực vật rất quan trọng bởi chúng là nền tảng cho sự sống của hầu hết sinh vật trên Trái Đất bằng cách sản sinh ra một lượng lớn khí oxy và cung cấp thức ăn cho con người và các sinh vật khác, thông qua quá trình quang hợp và tổng hợp hữu cơ khác của thực vật. Thực vật, tảo và vi khuẩn lam là những nhóm sinh vật chính tiến hành quang hợp, quá trình sử dụng năng lượng của ánh mặt trời để biến nước và carbon dioxide thành đường – có thể dùng làm nguồn năng lượng hóa học và các phân tử hữu cơ được sử dụng trong thành phần cấu trúc của tế bào. Hiệu ứng phụ của quang hợp là thực vật phát tán oxy vào khí quyển, một loại khí mà hầu hết mọi sinh vật sống cần để thực hiện quá trình hô hấp. Ngoài ra, chúng có tác động tới các chu trình carbon và nước khắp địa cầu, làm liên kết rễ cây và ổn định đất, chống xói mòn. Thực vật có vai trò tối quan trọng với tương lai của xã hội loài người vì chúng cung cấp thức ăn, khí oxy, thuốc và các sản phẩm cho con người, cũng như tạo ra và giữ gìn đất.
Trong lịch sử, mọi sinh vật sống từng được phân làm động vật hoặc thực vật, và ngành thực vật học chuyên nghiên cứu về tất cả các sinh vật sống không phải động vật. Các nhà thực vật học nghiên cứu cả chức năng lẫn những quá trình bên trong bào quan, tế bào, mô, cá thể thực vật, quần thể thực vật và quần xã thực vật. Ở mỗi mức độ trong số này, một nhà thực vật có thể quan tâm đến phân loại, phát sinh chủng loài và tiến hóa, cấu trúc (giải phẫu và hình thái), hoặc chức năng (sinh lý học) của đời sống thực vật.
Định nghĩa chính xác nhất của "thực vật" chỉ gồm có "thực vật trên cạn" hay thực vật có phôi, tức tính cả thực vật có hạt (gồm cả ngành hạt trần và thực vật có hoa) và thực vật không hoa gồm các ngành dương xỉ, thạch tùng, rêu tản, rêu sừng và rêu. Toàn bộ giới Thực vật, trong đó có thực vật có phôi hiện nay có tổ tiên là tảo lục đa bào nguyên thủy. Vòng đời của chúng là sự xen kẽ thế hệ giữa các thể lưỡng bội và đơn bội. Thể lưỡng bội hữu tính của thực vật có phôi (còn gọi là thể giao tử) nuôi dưỡng bào tử phôi đơn bội đang phát triển trong các mô của nó trong ít nhất một phần vòng đời, thậm chí ở cả thực vật có hạt (giao tử được nuôi bởi bào tử cha mẹ của nó). Các nhà thực vật học còn nghiên cứu những nhóm sinh vật khác gồm có vi khuẩn (hiện nằm trong ngành vi khuẩn học), nấm (nấm học) – bao gồm nấm tạo hình địa y, tảo không chứa diệp lục (tảo học) và virus (virus học). Tuy nhiên, các nhà khoa học thực vật vẫn dành sự chú ý cho những nhóm này; nấm (tính cả địa y) và sinh vật đơn bào quang hợp thường được nhắc đến trong các khóa học nhập môn thực vật học.
Những chuyên gia cổ thực vật học đã nghiên cứu thực vật cổ trong mẫu hóa thạch để mang lại thông tin về lịch sử tiến hóa của thực vật. Vi khuẩn lam (sinh vật quang hợp thải ra oxy đầu tiên trên Trái Đất) được xem là đã sinh ra tổ tiên của thực vật bằng cách tham gia quan hệ nội cộng sinh với một sinh vật nhân thực sơ khai, sau cùng trở thành lục lạp trong tế bào thực vật. Thực vật quang hợp mới (bên cạnh họ hàng tảo của chúng) làm tăng tốc quá trình phát tán oxy trong khí quyển mà vi khuẩn lam từng bắt đầu, thay đổi bầu khí quyển cổ đại chưa có oxy, oxy hóa khử rồi tạo nên bầu khí quyển dồi dào oxy tự do trong hơn 2 tỷ năm.
Những câu hỏi quan trọng của thực vật học ở thế kỷ 21 là vai trò sản xuất chính của thực vật trong chu trình chuyển hóa các thành phần cơ bản của sự sống địa cầu: năng lượng, carbon, oxy, nitơ và nước, bên cạnh đó là cách chúng ta quản lý thực vật có thể giúp giải quyết những vấn đề môi trường của toàn cầu như quản lý tài nguyên, bảo tồn, an ninh lương thực nhân loại, các loài sinh vật xâm lấn, cô lập carbon, biến đổi khí hậu và bền vững.

### Dinh dưỡng cho con người

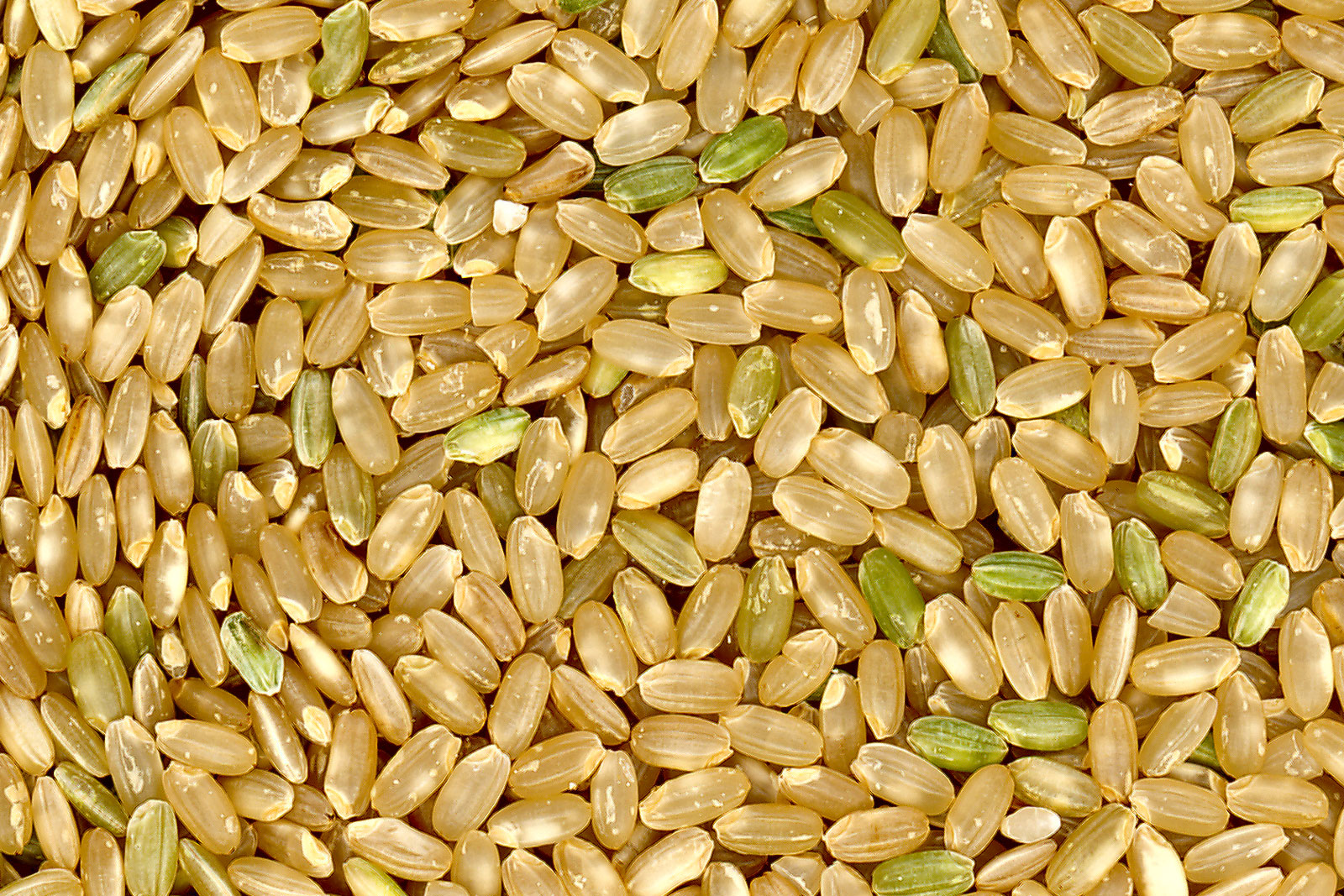
Thực phẩm mà chúng ta ăn bắt nguồn trực tiếp hoặc gián tiếp từ thực vật như gạo.

Hầu như mọi loại thực phẩm thiết yếu đều bắt nguồn từ sản lượng sơ cấp của thực vật, hoặc gián tiếp nhờ động vật ăn chúng. Thực vật và các sinh vật quang hợp khác là cơ sở của hầu hết các chuỗi thức ăn vì chúng sử dụng nguồn năng lượng từ mặt trời và dinh dưỡng từ đất và không khí, biến chúng thành dạng mà động vật có thể tiêu thụ. Đây là thứ mà các nhà sinh thái học gọi là bậc dinh dưỡng đầu tiên. Các dạng thực phẩm thiết yếu chính thời hiện đại, chẳng hạn như hạt tef, ngô, gạo, lúa mì và những loại ngũ cốc khác, cũng như gai dầu, lanh và sợi bông được trồng để lấy sợi là kết quả chọn lọc nhân tạo qua hàng nghìn năm từ những cây trồng tổ tiên hoang dã kèm theo những đặc tính con người mong muốn nhất.
Những nhà thực vật là người nghiên cứu cách mà thực vật cho ra thực phẩm và cách tăng sản lượng, ví dụ thông qua nhân giống cây trồng, họ giữ vai trò quan trọng trong khả năng cung cấp thức ăn cho thế giới và đảm bảo an ninh lương thực cho thế hệ tương lai. Các nhà thực vật còn nghiên cứu cỏ dại (một vấn đề nổi cộm trong nông nghiệp), bệnh học thực vật trong nông nghiệp và hệ sinh thái tự nhiên. Thực vật dân tộc học là ngành nghiên cứu mối quan hệ giữa thực vật và con người. Khi được dùng để nghiên cứu về quan hệ lịch sử của người–thực vật, thực vật dân tộc học có thể xem là khảo cổ thực vật học. Một trong những mối quan hệ của người-thực vật ra đời sớm nhất phát sinh ở cộng đồng thổ dân Canada nhằm xác định thực vật ăn được và không ăn được. Các nhà thực vật dân tộc học cũng ghi chép lại mối quan hệ này của thổ dân với thực vật.

## Hóa sinh thực vật
Hóa sinh thực vật là ngành nghiên cứu các quá trình hóa học do thực vật sử dụng. Một vài trong số những quá trình này được dùng trong chuyển hóa sơ cấp như chu trình Calvin ở các nhóm thực vật C3, C4 và CAM. Những quá trình khác tạo ra những chất liệu chuyên dụng như cellulose và lignin dùng để cấu trúc cơ thể chúng và các sản phẩm thứ cấp như nhựa cây và chất thơm.
Thực vật và nhiều nhóm sinh vật nhân thực quang hợp khác có các bào quan độc nhất gọi là lục lạp. Lục lạp được xem là có nguồn gốc từ vi khuẩn lam, thứ tạo nên mối quan hệ nội cộng sinh với tổ tiên của thực vật và tảo cổ. Lục lạp và vi khuẩn lam chứa sắc tố diệp lục a màu xanh dương. Diệp lục a (cũng như sắc tố họ hàng diệp lục b trong thực vật và tảo màu xanh lá) hấp thụ ánh sáng ở các dải màu xanh dương-tím và cam/đỏ của quang phổ, đồng thời phản xạ và truyền đi ánh sáng xanh lá mà chúng ta thấy là màu đặc trưng của các sinh vật này. Năng lượng trong ánh sáng đỏ và xanh dương mà những sắc tố này hấp thụ (do lục lạp sử dụng) nhằm tạo nên các chất carbon giàu năng lượng từ carbon dioxide và nước bằng quang hợp tạo oxy, quá trình sản sinh oxy phân tử (O2) làm sản phẩm phụ.
Ở pha sáng, năng lượng ánh sáng mà các sắc tố hấp thụ, đặc biệt là diệp lục a được truyền đi ở dạng các electron (và sau đó là gradient proton), qua hàng loạt các chất nhận điện tử đến cuối cùng dùng để tạo nên các phân tử ATP và NADPH – chúng tạm thời lưu trữ và vận chuyển năng lượng. Năng lượng của chúng được sử dụng trong pha tối của quang hợp, chủ yếu là trong chu trình Calvin bởi enzyme RuBisCo nhằm tạo ra các phân tử đường 3-carbon glyceraldehyde 3-phosphat (G3P). Glyceraldehyde 3-phosphat là sản phẩm đầu tiên của quang hợp và nguyên liệu thô để tổng hợp glucose và hầu hết những phân tử hữu cơ có nguồn gốc sinh học khác. Một vài glucose chuyển hóa thành tinh bột và được lưu trữ trong lục lạp. Tinh bột là nguồn dự trữ năng lượng đặc trưng của hầu hết thực vật trên cạn và tảo, trong khi inulin (một polyme của fructose) được dùng với mục đích tương tự trong họ Cúc (Asteraceae). Một số glucose bị chuyển thành saccharose (đường ăn thông thường) và vận chuyển đi các phần còn lại của cây.
Không giống động vật (thiếu lục lạp), thực vật và các họ hàng sinh vật nhân thực của chúng đã giao nhiều vai trò sinh học cho lục lạp, bao gồm tổng hợp tất cả acid béo, và đa số amino acid. Những acid béo mà lục lạp tạo ra được sử dụng cho nhiều mục đích, chẳng hạn như cung cấp nguyên liệu để xây dựng màng tế bào và tạo ra polyme cutin được tìm thấy trong lớp cutin thực vật giúp bảo vệ thực vật trên cạn khỏi mất nước. 
Thực vật tổng hợp nên một số polymer độc đáo như các phân tử cellulose, pectin và xyloglucan mà từ đấy cấu thành nên vách tế bào thực vật.
Thực vật có mạch trên cạn tạo ra lignin, một loại polyme dùng để tăng cường vách tế bào thứ cấp của các quản bào và mạch gỗ, giữ chúng không bị đổ dưới áp lực của nước khi cây hút nước qua chúng. Lignin còn được sử dụng trong các loại tế bào khác như mô cứng, sợi gỗ, hỗ trợ cấu trúc cho cây và là thành phần chính của gỗ. Sporopollenin là một polyme kháng hóa mà giới khoa học tìm thấy trong vách tế bào ngoài của bào tử và phấn hoa, chịu trách nhiệm cho sự sinh tồn của bào tử thực vật trên cạn sơ khai và phấn hoa của thực vật có hạt trong mẫu hóa thạch. Nó được nhiều nhà nghiên cứu xem là dấu mốc khởi đầu của tiến hóa thực vật trên cạn trong kỷ Ordovic. Nồng độ carbon dioxide trong khí quyển ngày nay thấp hơn nhiều so với khi thực vật mọc lấn lên đất liền trong các kỷ Ordovic và Silur. Kể từ đấy, nhiều cây một lá mầm như ngô, dứa và một số cây hai lá mầm như họ Cúc đã tiến hóa thêm các con đường quang hợp độc lập như thực vật CAM và thực vật C4, nhằm tránh thất thoát sản phẩm quang hợp bởi hô hấp sáng trong con đường cố định carbon C3 phổ biến hơn.

### Thuốc và nguyên vật liệu
Hóa thực vật là một phân ngành của hóa sinh thực vật chủ yếu liên quan đến các chất hóa học mà thực vật tạo ra trong quá trình trao đổi chất thứ cấp. Một số thành phần dạng này là chất độc như alkaloid coniin từ cây độc cần. Những chất khác chẳng hạn như tinh dầu bạc hà và tinh dầu chanh đều có ích với mùi thơm của chúng để chế thành hương liệu và gia vị (ví dụ capsaicin), và làm dược phẩm trong y học như trong nha phiến từ cây anh túc. Nhiều dược phẩm và thuốc tiêu khiển, như tetrahydrocannabinol (thành phần trong cần sa), caffein, morphin và nicotin đều bắt nguồn trực tiếp từ thực vật. Một số loại khác là dẫn xuất đơn giản từ các sản phẩm thực vật tự nhiên. Ví dụ, chất giảm đau aspirin là hợp chất ester acetyl của acid salicylic, lúc đầu tách ra từ vỏ cây liễu, và một lượng lớn thuốc giảm đau có thuốc phiện như heroin có được nhờ biến đổi hóa học của morphin lấy từ anh túc. Những chất kích thích phổ biến bắt nguồn từ thực vật, chẳng hạn như caffein từ cà phê, trà và sôcôla, và nicotin từ thuốc lá. Hầu hết đồ uống có cồn bắt nguồn từ quá trình lên men của các sản phẩm thực vật giàu carbohydrat như đại mạch (bia), gạo (rượu sake) và nho (rượu vang). Những người Mỹ bản địa đã sử dụng nhiều thực vật như một phương pháp chữa trị bệnh tật trong hàng nghìn năm. Những kiến thức về thực vật của người Mỹ bản địa đã được các nhà thực vật dân tộc học ghi chép lại và chúng được chuyển qua các công ty dược phẩm dùng để khám phá thuốc.
Thực vật có thể tổng hợp nên những sắc tố và thuốc nhuộm hữu ích như anthocyanin có tác dụng tạo màu đỏ của rượu vang đỏ, chất tạo màu vàng và chất nhuộm tùng lam cùng được dùng để chế màu xanh lá Lincoln, indoxyl – nguồn thuốc nhuộm chàm mà theo truyền thống để nhuộm vải denim, những sắc tố gamboge và cây thiên thảo cho màu vẽ của nghệ sĩ. Đường, tinh bột, sợi bông, vải lanh, gai dầu công nghiệp, một vài loại dây thừng, gỗ và ván dăm, giấy cói và giấy thường, dầu thực vật, sáp và cao su tự nhiên là những ví dụ về những chất liệu thương mại quan trọng được làm từ mô thực vật hoặc các sản phẩm thứ cấp của chúng. Than củi (một dạng carbon nguyên chất làm từ gỗ chưng khô) có một lịch sử lâu đời như một nhiên liệu nấu chảy kim loại, là chất liệu lọc và hấp phụ, chất liệu vẽ của nghệ sĩ và một trong ba thành phần của thuốc súng. Cellulose (hợp chất polymer hữu cơ dồi dào nhất thế giới) có thể được chuyển đổi thành năng lượng, nhiên liệu, vật liệu và nguyên liệu hóa học. Những sản phẩm chế từ cellulose gồm có tơ nhân tạo và giấy bóng kính, giấy dán tường, xăng butanol và đạn súng. Mía, cải dầu và đậu tương là một số loại thực vật có hàm lượng đường hoặc dầu dễ lên men, dùng làm các nguồn nhiên liệu sinh học, nguồn thay thế quan trọng cho nhiên liệu hóa thạch như diesel sinh học. Người Mỹ bản địa đã sử dụng cây cỏ ngọt để xua đuổi côn trùng như muỗi. Hội hóa học Mỹ về sau đã phát hiện những đặc tính xua đuổi bọ của cỏ ngọt trong các phân tử phytol và coumarin.

## Sinh thái học thực vật

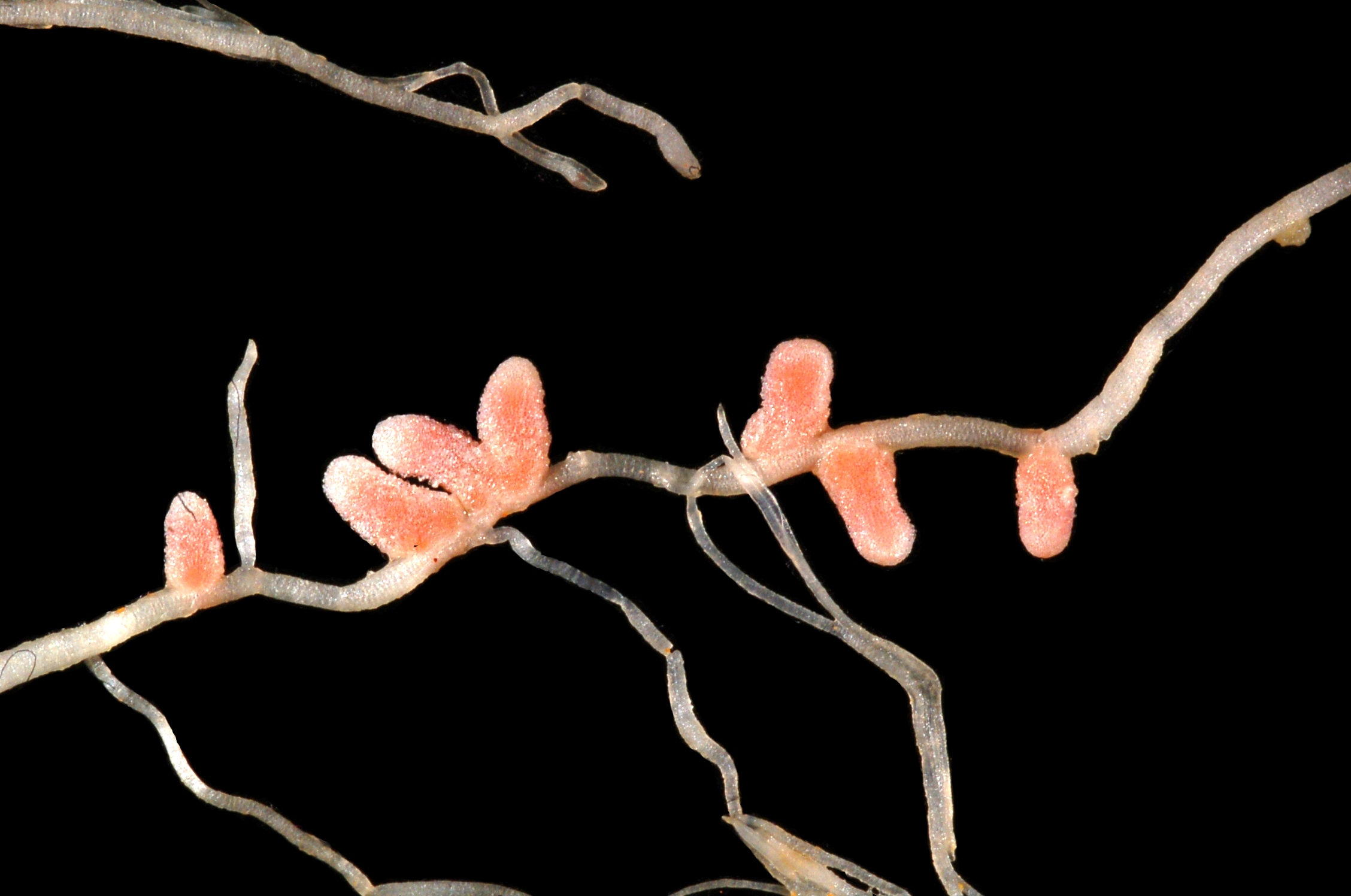
Những nốt rễ của cây Medicago italica chứa vi khuẩn cố định đạm Sinorhizobium meliloti. Cây cung cấp nơi ở cho vi khuẩn và một môi trường yếm khí, còn vi khuẩn cố định đạm cho cây.

Sinh thái học thực vật là bộ môn khoa học về các mối quan hệ chức năng giữa thực vật và sinh cảnh của chúng – môi trường nơi chúng hoàn thành vòng đời của mình. Những nhà sinh thái học thực vật nghiên cứu thành phần hệ thực vật bản địa và khu vực, tính đa dạng sinh học, đa dạng di truyền và xác suất, sự thích nghi với môi trường sống của thực vật, tính cạnh tranh hoặc tương tác hỗ sinh với các loài khác. Thậm chí một vài nhà sinh thái học còn dựa vào dữ liệu thực nghiệm từ người bản địa mà các nhà thực vật dân tộc học thu thập được. Thông tin này có thể chuyển giao một lượng lớn thông tin về cách vùng đất tồn tại từ hàng nghìn năm trước và nó đã thay đổi ra sao trong suốt thời gian đó. Mục tiêu của sinh thái học thực vật là nắm được nguyên nhân của các mẫu phân bố, năng suất, tác động tới môi trường, tiến hóa và phản ứng của thực vật trước biến đổi môi trường.
Thực vật phụ thuộc vào các yếu tố khí hậu và thổ nhưỡng (đất) nhất định ở môi trường của chúng, song cũng có thể điều chỉnh những yếu tố này. Ví dụ, chúng có thể thay đổi suất phản chiếu của môi trường, làm tăng khả năng chặn dòng chảy mặt, làm ổn định đất khoáng, phát triển hàm lượng hữu cơ của đất và tác động tới nhiệt độ môi trường xung quanh. Thực vật cạnh tranh với các sinh vật khác để giành lấy tài nguyên trong hệ sinh thái của chúng. Chúng tương tác với đồng loại theo nhiều quy mô không gian trong các nhóm cá thể, quần thể và quần xã, cùng tạo nên thảm thực vật chung. Những vùng mang thảm thực vật đặc trưng và các cây chiếm ưu thế cũng như những thành phần vô sinh và hữu sinh, khí hậu và địa lý tạo nên các khu sinh học như đài nguyên hoặc rừng mưa nhiệt đới.
Động vật ăn cỏ thì ăn thực vật, song thực vật có thể tự phòng vệ, một số loài là ký sinh hay thậm chí ăn thịt. Những sinh vật khác tạo nên mối quan hệ cộng sinh có lợi với thực vật. Ví dụ, nấm rễ và rhizobia cung cấp chất dinh dưỡng cho thực vật để đổi lấy thức ăn, kiến bị cây kiến (Myrmecophyte) thu hút để giúp bảo vệ cây, ong mật, dơi và các động vật khác thụ phấn cho hoa con người và những động vật khác là vật trung gian phát tán các bào tử và hạt.

### Thực vật, biến đổi khí hậu và môi trường
Những phản ứng của thực vật với những biến đổi khí hậu và môi trường khác có thể giúp ta hiểu về cách những biến đổi này tác động lên chức năng và năng suất của hệ sinh thái. Ví dụ, hiện tượng học thực vật có thể là một biến đo nhiệt độ hữu ích trong lịch sử khí tượng, tác động sinh học của biến đổi khí hậu và ấm lên toàn cầu. Phấn hoa học, phép phân tích mỏ phấn hoa hóa thạch trong các trầm tích từ hàng nghìn hoặc hàng triệu năm trước cho phép tái tạo khí hậu của quá khứ. Những ước tính về nồng độ CO2 trong khí quyển kể từ Đại Cổ sinh có được từ mật độ khí khổng, hình dạng lá và kích thước của thực vật trên cạn cổ. Suy giảm ozon có thể làm thực vật tiếp xúc với tia bức xạ cực tím-B (UV-B), làm cho 
tốc độ phát triển thấp hơn. Ngoài ra, thông tin từ các nghiên cứu về quần xã sinh học, hệ thống hóa và phân loại thực vật là rất cần thiết để nắm rõ thay đổi của thảm thực vật, hủy hoại môi trường sống và những loài bị tuyệt chủng.

## Di truyền học
Sự di truyền ở thực vật tuân theo những nguyên tắc cơ bản của di truyền giống như ở các sinh vật đa bào khác. Gregor Mendel khám phá ra các luật di truyền bằng việc nghiên cứu đặc điểm di truyền của kiểu hình cây Pisum sativum (đậu Hà Lan). Những gì Mendel rút ra từ nghiên cứu thực vật đã mang lại những lợi ích ảnh hưởng sâu rộng bên ngoài thực vật học. Tương tự, "gen nhảy" được Barbara McClintock phát hiện trong lúc bà nghiên cứu ngô. Tuy nhiên, có một vài nét khác biệt về mặt di truyền để phân biệt giữa thực vật và những sinh vật khác.
Ranh giới loài ở thực vật có thể kém hơn ở động vật, và phép lai khác loài thường dễ xảy ra. Một ví dụ điển hình là bạc hà Âu, Mentha × piperita, một phép lai bất thụ giữa bạc hà nước và bạc hà Mentha spicata. Nhiều giống lúa mì trồng trọt là kết quả của nhiều phép lai giữa và trong loài, giữa loài hoang dã và các giống lai của chúng. Thực vật có hoa lưỡng tính thường có cơ chế tự tương khắc hoạt động giữa phấn hoa và đầu nhụy để cho hạt phấn không rơi vào đầu nhụy hoặc không thể nảy mầm và tạo giao tử đực. Đây là một trong nhiều cách mà thực vật sử dụng để thúc đẩy giao phấn. Ở nhiều thực vật trên cạn, giao tử đực và cái được tạo ra bởi những cá thể riêng biệt. Những loài này được xem là phân tính khi nhắc tới thể bào tử của thực vật có mạch, và lưỡng tính khi nhắc đến thể giao tử rêu.
Không giống động vật bậc cao (hiếm trinh sản), sinh sản vô tính có thể xảy ra ở thực vật theo nhiều cơ chế khác nhau. Sự hình thành thân củ ở khoai tây là một ví dụ. Đặc biệt ở những môi trường sống Bắc Cực hoặc núi cao (hiếm cơ hội để động vật thụ tinh cho hoa), cây non hoặc thân hành có thể phát triển thay cho hoa, thay thế sinh sản hữu tính bằng sinh sản vô tính và làm phát sinh những quần thể vô tính giống với bố mẹ về mặt di truyền. Đây là một trong nhiều loại sinh sản vô phối xảy ra ở thực vật. Sinh sản vô phối cũng có thể xảy ra trong hạt, tạo ra một hạt chứa phôi giống bố mẹ về mặt di truyền.
Hầu hết sinh vật sinh sản hữu tính là lưỡng bội với những chiếc nhiễm sắc thể tồn tại thành cặp tương đồng. Bộ nhiễm sắc thể có thể sai sót trong quá trình phân bào. Tình trạng này có thể xảy ra sớm trong quá trình phát triển phôi tạo ra cơ thể tự đa bội hoàn toàn hoặc một phần, hoặc trong các quá trình biệt hóa tế bào thông thường nhằm tạo ra một số loại tế bào đa bội (thể nội đa bội), hoặc trong lúc hình thành giao tử. Một thực vật thể dị đa bội có thể ra đời từ một phép lai giữa hai loài khác nhau và sau đó được đa bội hóa. Cả thực vật tự đa bội và dị đa bội đều có thể sinh sản bình thường, song không thể phối chéo thành công với quần thể bố mẹ vì có sự không tương thích trong bộ nhiễm sắc thể. Những thực vật này bị cách li sinh sản khỏi loài bố mẹ dù sống trong cùng khu vực địa lý, có thể đủ thành công để hình thành một loài mới. Một số thể đa bội bất thụ khác ở thực vật có thể vẫn sinh sản sinh dưỡng hoặc hình thành những quần thể vô tính gồm các cá thể giống hệt nhau nhờ hình thức sinh sản vô phối ở hạt. Lúa mì cứng là một thể dị tứ bội bất thụ, trong khi lúa mì thông thường là một thể dị lục bội. Chuối thương mại là một ví dụ về thể tam bội bất thụ không hạt. Cây bồ công anh thông thường là thể tam bội tạo các hạt vô tính. Giống như ở các sinh vật nhân thực khác, di truyền ở các bào quan ty thể và lục lạp ở thực vật không theo quy luật di truyền Mendel. Lục lạp được di truyền thông qua cây đực ở thực vật hạt trần song thường qua cây mẹ ở thực vật có hoa.

### Di truyền phân tử

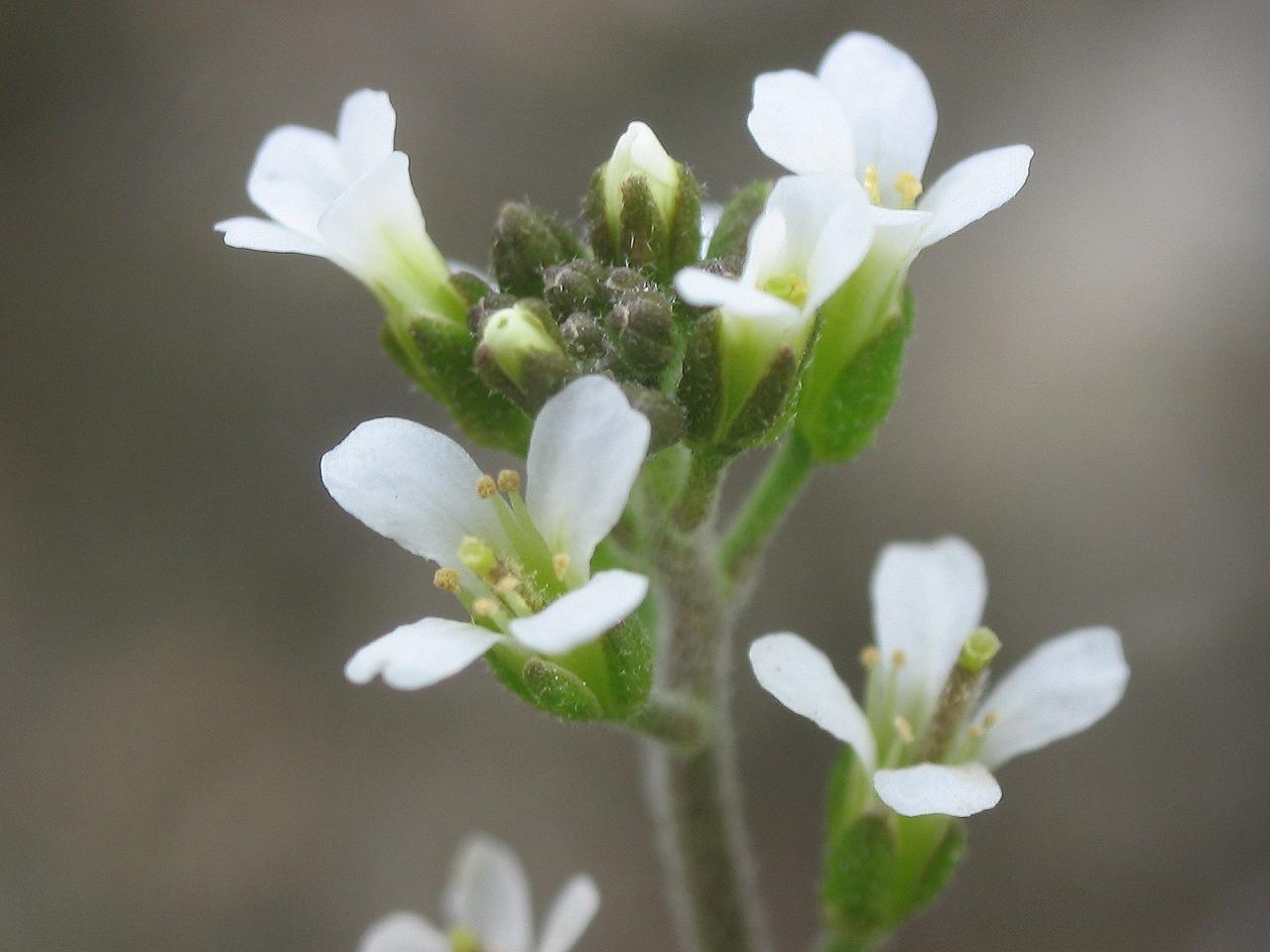
Cây cải xoong Arabidopsis thaliana (thực vật đầu tiên được giải trình tự bộ gen) vẫn là sinh vật mô hình quan trọng nhất.

Một lượng kiến thức mới đáng kể về chức năng của thực vật đến từ những nghiên cứu về di truyền phân tử của thực vật mô hình như cây cải xoong Arabidopsis thaliana, một loài cỏ dại nằm trong họ Cải (Brassicaceae). Bộ gen hoặc thông tin di truyền chứa trong các gen của loài này được mã hóa bởi khoảng 135 triệu cặp base DNA, tạo nên một trong những bộ gen nhỏ nhất của nhóm thực vật có hoa. Arabidopsis là thực vật đầu tiên được giải trình bộ gen vào năm 2000. Trình tự của một vài bộ gen tương đối nhỏ khác là của lúa (Oryza sativa) và Brachypodium distachyon đã biến chúng thành những loài mô hình quan trọng để nghiên cứu di truyền, sinh học tế bào và phân tử của ngũ cốc, họ Lúa và thực vật một lá mầm nói chung.
Thực vật mô hình như Arabidopsis thaliana được dùng để nghiên cứu sinh học phân tử của tế bào thực vật và lục lạp. Lý tưởng hơn cả, những sinh vật này mang bộ gen nhỏ mà giới khoa học biết rõ hoặc giải trình tự hoàn toàn, phát triển nhanh và thời gian thế hệ ngắn. Ngô đã được dùng để nghiên cứu các cơ chế của quang hợp và vận chuyển đường qua mạch rây ở thực vật C4. Sinh vật đơn bào tảo lục Chlamydomonas reinhardtii (dù bản thân nó không phải thực vật có phôi) chứa diệp lục b trong lục lạp, sắc tố này liên quan đến diệp lục a ở thực vật trên cạn, trở thành một đề tài nghiên cứu hữu ích. Loài tảo đỏ Cyanidioschyzon merolae còn được dùng để nghiên cứu một vài chức năng cơ bản của lục lạp. Rau chân vịt, đậu Hà Lan, đậu tương và rêu Physcomitrella patens thường được dùng để nghiên cứu sinh học tế bào thực vật.
Agrobacterium tumefaciens (một vi khuẩn sống ở nốt sần rễ cây họ Đậu (Fabaceae) trong đất) có thể gắn vào tế bào thực vật và lây nhiễm cho chúng bằng plasmid Ti mô sẹo (callus) nhờ chuyển gen ngang, gây dạng nhiễm thể sần (còn gọi là bệnh nốt sần). Schell và Van Montagu (1977) đưa ra giả thuyết rằng plasmid Ti có thể là một vector tự nhiên để đưa tới gen nif, thứ chịu trách nhiệm cho khả năng cố định đạm ở nốt sần rễ của cây họ Đậu và những loài thực vật khác. Ngày nay, biến đổi gen ở Ti plasmid là một trong những kĩ thuật chính để đưa gen chuyển vào thực vật và tạo ra cây trồng biến đổi gen.

### Di truyền học biểu sinh
Di truyền học biểu sinh là chuyên ngành nghiên cứu những thay đổi về mặt di truyền trong biểu hiện gen mà không thể giải thích bằng những thay đổi trong trình tự DNA cơ bản nhưng làm các gen của sinh vật hoạt động (hoặc "tự biểu hiện") khác nhau. Một ví dụ về sự thay đổi biểu sinh là đánh dấu gen bằng methyl hóa DNA, xác định xem liệu chúng sẽ được biểu hiện hay không. Biểu hiển gen còn có thể được kiểm soát bằng những protein ức chế gắn vào trình tự tắt của DNA và ngăn vùng ấy biểu hiện gen. Những chỉ thị của biểu sinh có thể  bị xóa đi hoặc thêm vào DNA trong các giai đoạn của vòng đời phát triển thực vật, và chịu trách nhiệm cho những khác biệt giữa bao phấn, cánh hoa và lá thông thường, mặc cho thực tế rằng chúng đều mang mã di truyền cơ bản. Những thay đổi biểu sinh có thể là tạm thời hoặc có thể duy trì qua những lần phân bào liên tiếp trong phần đời còn lại của tế bào. Một vài thay đổi biểu sinh có thể xem là hệ số di truyền.
Những thay đổi biểu sinh trong sinh vật nhân thực có vai trò điều chỉnh quá trình biệt hóa tế bào. Trong quá trình phát sinh hình thái, các tế bào gốc toàn năng trở thành nhiều tế bào bất tử phôi, từ đó trở thành các tế bào đã biệt hóa hoàn toàn. Một noãn được thụ tinh duy nhất là hợp tử cho ra đời nhiều loại tế bào thực vật khác nhau, gồm có mô mềm, mạch ống của mạch gỗ, ống rây của mạch rây, tế bào bảo vệ của biểu bì... rồi tiếp tục nguyên phân. Quá trình bắt nguồn từ hoạt hóa biểu sinh của một số gen và ức chế các gen khác.
Không như động vật, nhiều tế bào thực vật, đặc biệt là tế bào của mô mềm không biệt hóa đến cuối mà vẫn toàn năng với khả năng phát sinh một cây cá thể mới. Những trường hợp ngoại lệ gồm có tế bào hóa gỗ cao, mô cứng và xylem chết lúc trưởng thành, và tế bào kèm mạch rây thiếu nhân. Trong khi thực vật sử dụng nhiều cơ chế biểu sinh tương tự động vật (chẳng hạn như tái mô hình hóa chất nhiễm sắc), một giả thuyết khác là những thực vật ấy thiết lập kiểu biểu hiệu gen nhờ sử dụng thông tin vị trí từ môi trường và các tế bào xung quanh để xác định số phận phát triển của chúng.
Những thay đổi biểu sinh có thể dẫn tới cận đột biến (không tuân theo quy luật di truyền Mendel). Những dấu hiệu biểu sinh này được truyền từ thế hệ này sang thế hệ kế tiếp, một alen lại gây ra sự thay đổi lên alen khác.

## Tiến hóa thực vật

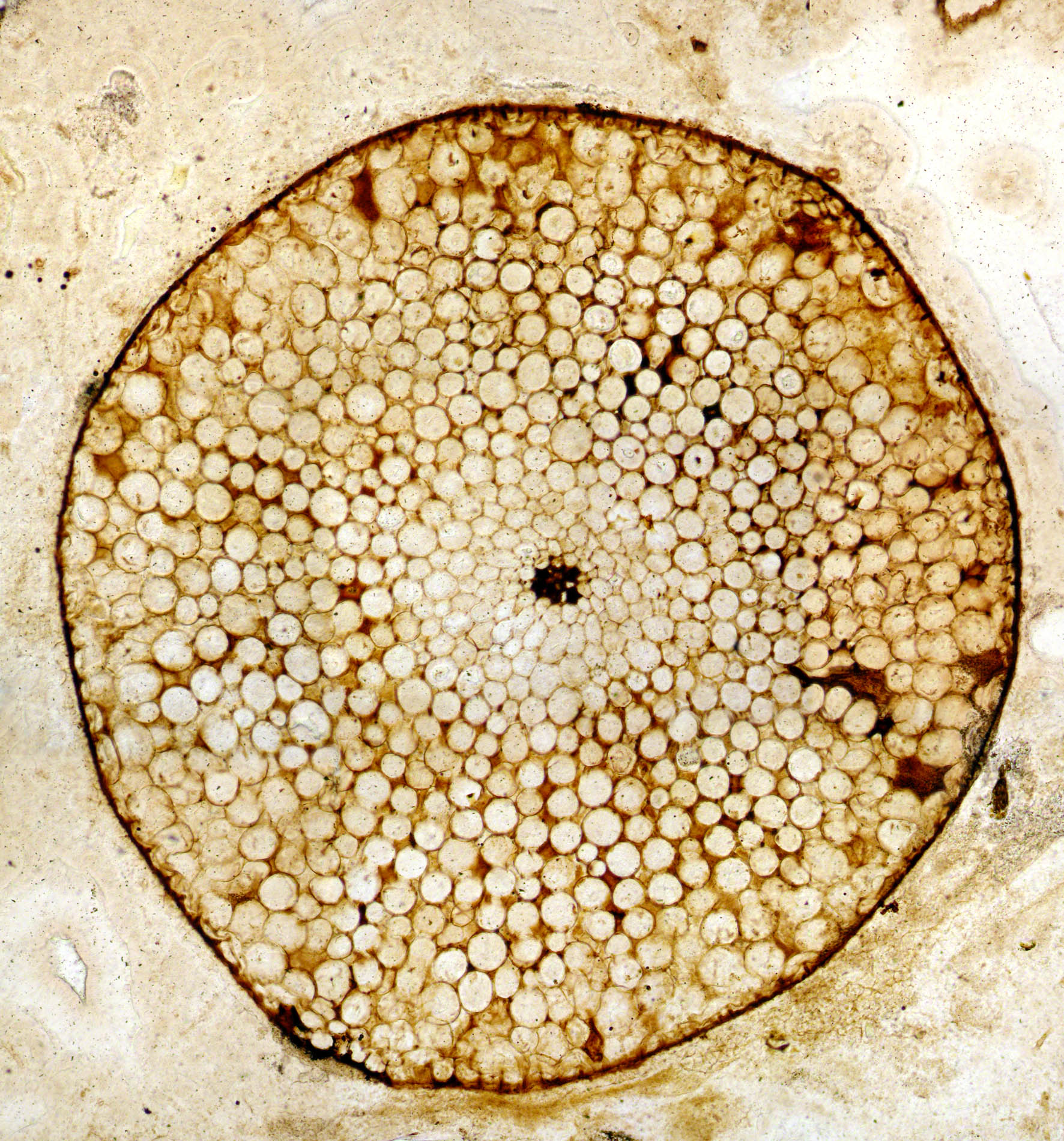
Lát cắt ngang mẫu hóa thạch thân của một cây thực vật có mạch Rhynia gwynne-vaughani từ kỷ Devon.

Lục lạp của thực vật có một số điểm tương đồng về hóa sinh, cấu trúc và di truyền so với vi khuẩn lam (có tên thông dụng nhưng không chuẩn là "tảo lam") và được cho là bắt nguồn từ mối quan hệ nội cộng sinh giữa một tế bào nhân thực cổ đại và một một dòng vi khuẩn lam.
Tảo là một nhóm sinh vật đa ngành và được xếp vào giới Khởi sinh trong hệ thống Whitaker - Margulis, một số loài có quan hệ mật thiết với thực vật hơn những loài khác. Có nhiều đặc điểm khác biệt giữa chúng như thành phần vách tế bào, hóa sinh, sắc tố, cấu trúc lục lạp và dự trữ chất dinh dưỡng. Ngành Luân tảo (có quan hệ chị em với ngành tảo lục Chlorophyta) được xem là ngành có tổ tiên của thực vật thật sự. Lớp Charophyceae của ngành Luân tảo và phân giới thực vật có phôi của thực vật trên cạn cùng hình thành nên nhóm đơn ngành hay nhóm thực vật Streptophytina.
Thực vật không mạch trên cạn là những thực vật có phôi thiếu mô mạch xylem và phloem. Chúng gồm có rêu, rêu tản và rêu sừng. Thực vật có mạch Pteridophyte mang xylem và phloem sinh sản bằng bào tử, nảy mầm thành giao tử sống độc lập, tiến hóa trong kỷ Silur và phân thành nhiều nhánh ở cuối kỷ Silur và đầu kỷ Devon. Những đại diện của cây thạch tùng vẫn tồn tại cho tới ngày nay. Cho đến cuối kỷ Devon, nhiều nhóm thực vật (tính cả thạch tùng, lá nêm và tiền hạt trần) đã tiến hóa độc lập thành "đại bào tử" – bào tử của chúng có hai kích thước riêng biệt, đại bào tử lớn hơn và vi bào tử bé hơn. Vi bào tử thường tiêu giảm, đại bào tử nguyên phân tạo giao tử và được giữ lại trong nang bào tử (megasporangia), còn có tên là nội bào tử. Hạt giống gồm có một nang nội bào tử được bao quanh bởi một hoặc hai lớp bọc ngoài (vỏ bọc). Bào tử non phát triển bên trong hạt giống, rồi khi hạt nảy mầm sẽ tách ra sẽ giải phóng bào tử. Những hạt giống thực vật ra đời sớm nhất có niên đại từ tầng Famenne của kỷ Devon gần nhất. Sau khi quá trình tiến hóa của hạt, thực vật có hạt phân thành nhiều dạng, phát sinh một số nhóm nay đã tuyệt chủng (gồm có dương xỉ hạt) cũng như thực vật hạt trần và thực vật có hoa hiện đại. Thực vật hạt trần sinh ra "hạt trần" không hoàn toàn bọc trong bầu; những đại diện hiện đại gồm có các ngành Thông, lớp Tuế, Bạch quả và lớp Dây gắm. Thực vật hạt kín sinh hạt bọc trong một bộ phận của nhụy (bầu nhụy). Hiện giới khoa học đang tiến hành nghiên cứu về việc phát sinh phân tử của thực vật sống, dường như là dấu hiệu cho thấy thực vật hạt kín là một nhóm chị em với thực vật hạt trần.

## Sinh lý học thực vật

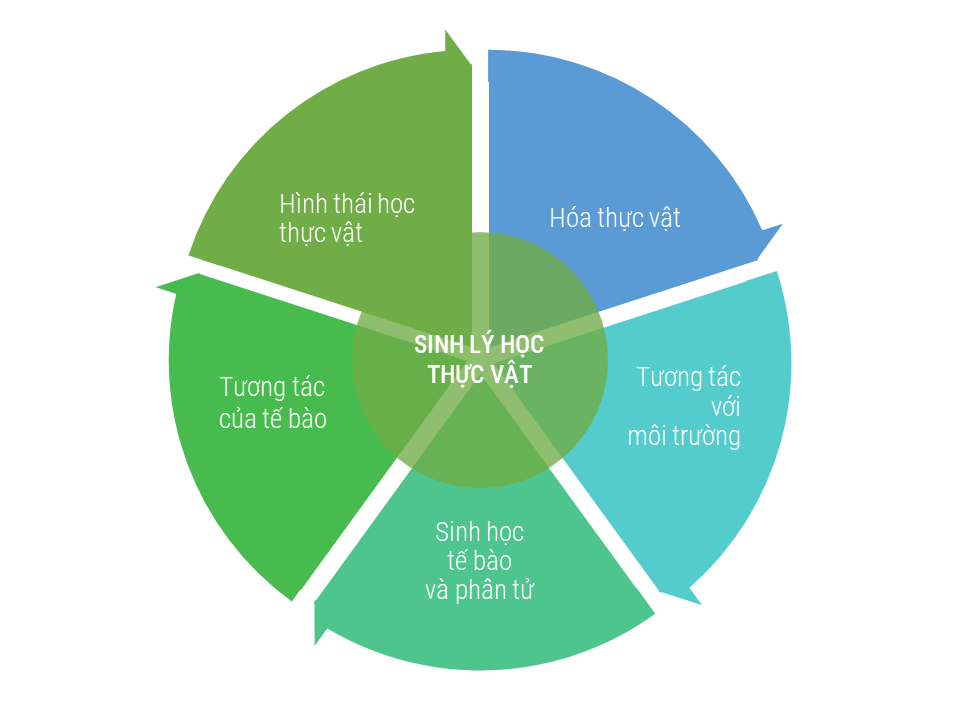
Năm lĩnh vực nghiên cứu chủ chốt trong sinh lý học thực vật

Sinh lý học thực vật bao hàm toàn bộ hoạt động nội hóa học và vật lý của thực vật gắn liền với sự sống. Những hóa chất tổng hợp được nguyên liệu không khí, đất và nước hình thành nên trao đổi chất ở thực vật. Năng lượng của ánh mặt trời được thu nhận bởi quá trình quang hợp oxy và được giải phóng bởi hô hấp tế bào là nền tảng của hầu hết mọi sự sống. Sinh vật quang tự dưỡng, gồm có mọi thực vật có sắc tố xanh, tảo và vi khuẩn lam thu nhận năng lượng trực tiếp từ ánh mặt trời bằng quang hợp. Sinh vật dị dưỡng gồm có mọi động vật, mọi loài nấm, mọi thực vật ký sinh hoàn toàn và vi khuẩn không quang hợp thu nhận các phân tử hữu cơ do sinh vật quang tự dưỡng tạo ra rồi hô hấp hoặc sử dụng chúng trong việc xây dựng các tế bào và mô. Hô hấp là quá trình oxy hóa các hợp chất carbon bằng cách phân giải chúng thành những phân tử đơn giản hơn để giải phóng năng lượng mà chúng tích lũy, cơ bản là ngược lại với quang hợp.
Các phân tử di chuyển trong thực vật theo quá trình vận chuyển chủ động và bị động ở nhiều quy mô không gian khác nhau. Các ion, electron và phân tử được vận chuyển dưới tế bào như nước và enzym diễn ra trên toàn bộ màng tế bào. Chất khoáng và nước được vận chuyển từ rễ lên các bộ phận khác của thực vật trong dòng thoát hơi nước. Khuếch tán, thẩm thấu, vận chuyển chủ động và dòng chảy khối lượng là toàn bộ những cách để vận chuyển. Ví dụ về dinh dưỡng khoáng thực vật cần là nitơ, phosphor, kali, calci, magnesi và lưu huỳnh. Ở thực vật có mạch, những yếu tố này được rễ hấp thu từ đất dưới dạng các ion hòa tan và vận chuyển khắp cơ thể thực vật trong mạch gỗ và mạch rây. Hầu hết những yếu tố ấy cần thiết cho dinh dưỡng thực vật xuất phát từ phân hủy hóa học của khoáng chất trong đất.

### Hormone thực vật

1. Một lá bao mầm của yến mạch với mặt trời chiếu trên cao. Auxin (màu hồng) được phân bố đều trên đỉnh đầu của lá.
2. Khi mặt trời chiếu một góc và chỉ chiếu tới một phía của chồi, auxin chuyển sang phía đối diện và kích thích kéo dài chuỗi polypeptide tại đó.
3. và 4. Sự phát triển ở góc trên làm cho chồi hướng về phía mặt trời.

Thực vật không thụ động, song phản ứng chậm với các tín hiệu bên ngoài như ánh sáng, tiếp xúc và thương tổn bằng cách di chuyển hoặc phát triển hướng về phía hoặc tránh tác nhân kích thích tùy theo trường hợp. Bằng chứng hiển nhiên về tính nhạy cảm khi tiếp xúc là sự đổ gục gần như tức thời của lá chét cây trinh nữ, bẫy côn trùng của cây bẫy kẹp, chi Nhĩ cán và các hạt phấn của hoa lan.
Giả thuyết cho rằng sự phát triển và sinh trưởng của thực vât được điều phối bởi hormone thực vật hoặc các chất điều hòa sinh trưởng thực vật lần đầu nổi lên vào cuối thế kỷ 19. Darwin đã thí nghiệm về chuyển động của chồi và rễ cây hướng về ánh sáng và trọng lực, ông kết luận: "Hầu như không hề phóng đại khi cho rằng đầu của rễ mầm hoạt động như bộ não của một trong những loài động vật bậc thấp điều khiển nhiều chuyển động". Cùng lúc ấy, vai trò của auxin (từ tiếng Hy Lạp auxein, tức là mọc lên) trong việc kiểm soát sinh trưởng của thực vật lần đầu do nhà khoa học người Hà Lan Frits Went chỉ ra một cách khái quát. Auxin đầu tiên được biết tới là acid indole-3-acetic (IAA), có tác dụng kích thích tăng trưởng tế bào, được cô lập từ thực vật khoảng 50 năm về sau. Hợp chất này có vai trò là trung gian cho những phản ứng của rễ và chồi, định hướng các cơ quan này hướng về phía ánh sáng hoặc trọng lực. Giới khoa học phát hiện vào năm 1939 rằng mô sẹo của thực vật có thể phát triển trong môi trường nuôi cấy chứa IAA, kế đến là quan sát vào năm 1947 cho thấy nó có thể bị kích thích tạo nên rễ và chồi bằng cách kiểm soát tương quan giữa các nồng độ hormone tăng trưởng, đó là những bước tiến quan trọng trong sự phát triển của công nghệ sinh học và biến đổi gen ở thực vật.
Cytokinin là một loại hormone của thực vật có khả năng kiểm soát phân bào (đặc biệt là phân chia tế bào chất). Cytokinin tự nhiên zeatin được phát hiện trong ngô và là một dẫn xuất của purin adenin. Zeatin được tạo ra trong rễ rồi vận chuyển lên chồi qua mạch gỗ, nơi nó kích thích phân bào, phát triển chồi và nhuộm xanh cho lục lạp. Những gibberellin, chẳng hạn như acid gibberellic là những diterpen được tổng hợp từ acetyl CoA qua con đường mevalonat. Chúng có liên quan tới việc kích thích nảy mầm và phá vỡ sự ngủ ở hạt, điều chỉnh chiều cao của cây bằng cách kiểm soát kéo dài chuỗi polypeptit của thân và kiểm soát sự ra hoa. Acid abscisic (ABA) có mặt ở mọi thực vật trên cạn ngoại trừ ngành rêu tản và tổng hợp từ carotenoid trong lục lạp và các lạp thể khác. Nó ức chế phân bào, kích thích hạt trưởng thành, tình trạng ngủ và kích thích đóng khí khổng. Nó có tên như vậy vì là vì ban đầu ABA được cho là kiểm soát sự rụng (abscission).  Ethylen là một hormone thể khí được tạo ra ở tất các mô thực vật bậc cao từ methionin. Ngày nay nó được biết tới là hormone nội sinh kích thích hoặc điều chỉnh quá trình chín và rụng của trái cây.
Một loại hormone thực vật nữa là jasmonat, lần đầu được cô lập ra từ dầu của cây Jasminum grandiflorum có tác dụng điều chỉnh phản ứng với vết thương ở thực bằng cách kích hoạt biểu hiện gen cần có trong phản ứng tính kháng tập nhiễm có hệ thống trước sự tấn công của mầm bệnh. Ngoài vai trò là nguồn năng lượng chính của thực vật, ánh sáng còn có chức năng truyền tín hiệu, cung cấp thông tin cho cây, ví dụ như cây nhận được bao nhiêu ánh sáng mặt trời mỗi ngày. Từ đó có thể dẫn tới những thay đổi thích nghi trong một quá trình tên là phát sinh quang hình thái. Sắc tố thực vật là cơ quan cảm quang ở thực vật nhạy cảm với ánh sáng.

## Hình thái và giải phẫu học thực vật

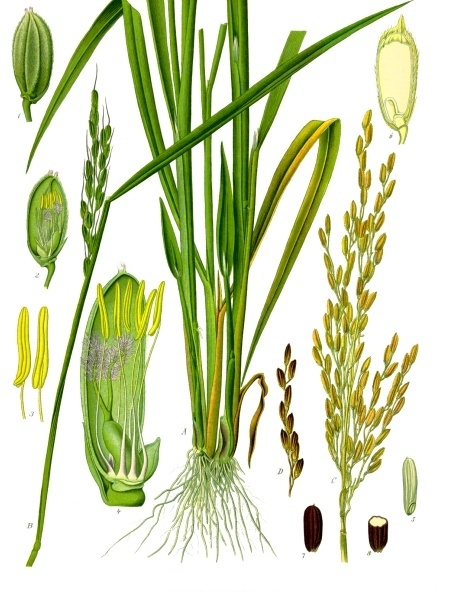
Một bức tranh minh họa vào thế kỷ 19 cho thấy hình thái học của rễ, thân, lá và hoa của cây lúa nước Oryza sativa.

Giải phẫu học thực vật là chuyên ngành nghiên cứu cấu trúc của tế bào và mô ở thực vật, trong khi hình thái học thực vật là chuyên ngành nghiên cứu hình dạng bên ngoài của chúng. Tất cả thực vật là sinh vật nhân thực đa bào, DNA của chúng được bảo vệ trong nhân. Những đặc điểm của tế bào thực vật phân biệt chúng với tế bào của động vật và nấm gồm có vách tế bào sơ cấp được cấu tạo từ các polysaccharide là cellulose, hemicellulose và pectin, không bào lớn hơn so với không bào ở tế bào động vật nguyên sinh và sự hiện diện của lạp thể với những chức năng quang hợp và sinh tổng hợp độc đáo (ví dụ lục lạp). Các lạp thể khác chứa sản phẩm lưu trữ như tinh bột (lạp bột) hoặc lipid (lạp dầu). Đặc biệt, tế bào của ngành streptophyta và tế bào thuộc phân ngành tảo lục Trentepohliales phân chia bằng cách thiết kế thể vách ngăn giống như một mẫu để xây dựng tấm phân bào muộn trong quá trình phân bào.
Những phân ngành của thực vật có mạch gồm có lớp Thạch tùng, ngành Dương xỉ và thực vật có hạt (thực vật hạt trần và thực vật có hoa) nói chung có các tiểu hệ thống dưới lòng đất và trên mặt đất. Hệ chồi bao gồm thân mang lá màu xanh lục quang hợp và cấu trúc sinh sản. Hệ rễ chứa mạch ngầm dưới lòng đất có lông rễ ở đầu của chúng và thường thiếu diệp lục tố. Thực vật không mạch, rêu tản, rêu sừng và rêu không có rễ thật sự và các ngành thực vật này đều tham gia quang hợp. Sự hình thành thể bào tử không trải qua quang hợp ở rêu tản nhưng có thể quang hợp ở rêu sừng và rêu.
Hệ rễ và hệ chồi phụ thuộc nhau – hệ rễ thường không quang hợp, phụ thuộc sự cung cấp chất hữu cơ của hệ chồi, còn hệ chồi thường quang hợp và phụ thuộc vào nước và chất khoáng từ hệ rễ. Các tế bào ở mỗi hệ có thể tạo ra các tế bào ở bên còn lại và tạo ra rễ hoặc chồi bất định. Thân bồ và củ là những ví dụ cho thấy chồi có thể mọc rễ. Rễ có thể mọc lan tới gần bề mặt đất (như rễ của cây liễu), có thể tạo ra chồi và sau cùng là cây mới. Trong trường hợp một bên hệ thống bị mất, bên còn lại có thể tái mọc bên còn thiếu. Thực tế cả một cây có thể mọc từ chỉ một lá, giống như trường hợp của cây tử linh lan, hay thậm chí chỉ một tế bào – có thể phân hóa thành mô sẹo (một khối lượng tế bào không chuyên biệt) có thể phát triển thành một cây hoàn chỉnh. Ở thực vật có mạch, mạch gỗ và mạch rây là những mô dẫn vận chuyển tài nguyên giữa rễ và chồi. Rễ thường thích nghi để lưu trữ thức ăn như đường hoặc tinh bột, như ở củ cải đường và cà rốt.
Thân chủ yếu cung cấp dinh dưỡng và nước cho lá và các cấu trúc sinh sản, song có thể lưu trữ nước ở các thực vật mọng nước như ở xương rồng, thức ăn như ở củ khoai tây, hay sinh sản sinh dưỡng như ở thân bồ của cây dâu tây hay trong chiết cành. Lá thu nhận ánh mặt trời và tiến hành quang hợp. Những chiếc lá lớn, dẹt, dễ uốn và màu xanh được gọi là tán lá. Thực vật hạt trần, như thông, tuế, bạch quả và dây gắm là những thực vật cho ra đời hạt không được bọc trong quả, nên gọi là hạt trần. Thực vật có hoa là những thực vật có hạt tạo hoa và hạt được bọc trong quả, nên gọi là hạt kín. Những cây gỗ, chẳng hạn như đỗ quyên khô và sồi thì trải qua một giai đoạn sinh trưởng thứ cấp dẫn tới tăng thêm hai mô: gỗ (mạch gỗ thứ cấp) và vỏ cây (mạch rây và bần). Tất cả thực vật hạt trần và nhiều thực vật hạt kín là cây gỗ. Một số cây sinh sản hữu tính, một số lại sinh sản vô tính, và một số khác lại sinh sản bằng cả hai hình thức trên. Mặc dù những quan hệ tới các loại hình thái chính như rễ, thân, lá và túm lông đều hữu ích, nhưng cần lưu ý rằng những loại này được liên kết thông qua dạng trung gian để giúp cả cơ thể hoạt động liên tục. Ngoài ra, vì cấu trúc thực vật vận hành bằng những quá trình, có thể xem cấu trúc là quá trình hay là các tổ hợp quá trình.

## Phân loại học thực vật

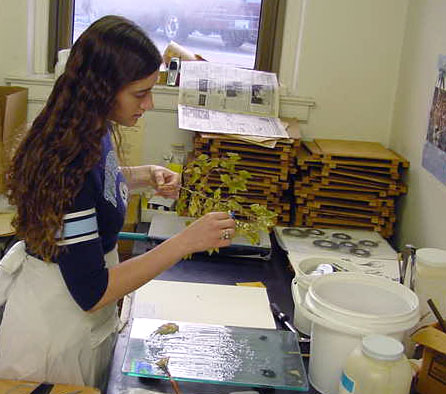
Một nhà thực vật đang chuẩn bị những mẫu thực vật trong phòng tổng hợp mẫu.

Phân loại học thực vật học là phân ngành của phân loại sinh học, liên quan đến phạm vi và tính đa dạng của sinh vật và mối quan hệ của chúng, cụ thể như được xác định bởi lịch sử tiến hóa của chúng. Chuyên ngành này có liên quan tới phân loại sinh học, phân loại khoa học và phát sinh chủng loại học. Phân loại sinh học là phương pháp mà các nhà khoa học thực vật dùng để chia nhóm thực vật vào các bậc phân loại như chi và loài. Phân loại sinh học là một hình thức phân loại khoa học. Phân loại hiện đại khởi nguồn từ công trình của Carl Linnaeus, người đã phân nhóm các loài dựa theo đặc tính vật lý chung. Kể từ đấy những nhóm này đã được điều chỉnh để phù hợp hơn với quy tắc tổ tiên chung của Darwin – tức chia nhóm sinh vật theo tổ tiên thay cho đặc điểm ngoại hình. Trong khi các nhà khoa học không phải lúc nào cũng nhất trí về cách phân loại sinh vật, phát sinh chủng loại phân tử (lấy trình tự DNA làm dữ liệu), đã thúc đẩy nhiều sửa đổi phân loại học gần đây dọc theo các dòng tiến hóa và dường như tiếp tục hoạt động như vậy. Hệ thống phân loại chính có tên là phân loại Linnaeus, gồm có các bậc phân loại và danh pháp hai phần. Danh pháp của các sinh vật là thực vật được ghi hệ thống hóa trong Luật danh pháp quốc tế của tảo, nấm và thực vật quốc tế (ICN) và do Hội nghị khoa học thực vật quốc tế quản lý.
Giới thực vật thuộc vực sinh vật nhân thực và được chia nhỏ theo kiểu đệ quy trước khi mỗi loài được phân chia riêng biệt. Trật tự phân loại là: Ngành; Giới; Lớp; Bộ; Họ; Chi; Loài. Tên khoa học của một cây đại diện cho chi và các loài của chi ấy, dẫn tới chỉ có một tên khoa học cho mỗi loài sinh vật trên toàn thế giới. Ví dụ, cây hoa huệ hổ có tên khoa học là Lilium columbianum. Lilium là tên chi, còn columbianum là tên loài. Sự kết hợp tên chi và tên loài tạo ra tên khoa học của loài. Khi viết tên khoa học của một sinh vật, phải viết hoa chữ cái đầu tiên trong tên chi và viết thường tên loài. Ngoài ra, toàn bộ thuật ngữ thường được in nghiêng (hoặc được gạch chân nếu không in nghiêng).
Lịch sử tiến hóa và di truyền của một nhóm sinh vật được gọi là phát sinh chủng loại học. Phát sinh chủng loại học là chuyên ngành nghiên cứu phát hiện ra các dạng phát sinh chủng loài. Cách tiếp cận cơ bản là sử dụng những điểm tương đồng dựa trên trên di truyền chung để xác định các mối quan hệ. Lấy ví dụ, loài Pereskia là cây hoặc bụi cây và có lá rõ ràng. Hiển nhiên là chúng không hề giống một cây họ Xương rồng trụi lá như Echinocactus. Tuy nhiên, cả Pereskia và Echinocactus có gai mọc ra từ các quầng gai (những cấu trúc chuyên biệt) cho thấy rằng hai chi thực sự có quan hệ tới nhau.
Đánh giá các mối quan hệ dựa trên các đặc tính chung đòi hỏi sự cẩn trọng, vì thực vật có thể giống nhau thông qua tiến hóa hội tụ, trong đó các đặc tính phát sinh độc lập. Một số cây đại kích ít lá, thân tròn thích nghi với môi trường nước tương tự như cây xương rồng hình quả cầu, song các đặc tính như cấu trúc của hoa là minh chứng rõ rằng hai nhóm này không có quan hệ gần với nhau. Phương pháp miêu tả theo nhánh học lấy một cách tiếp cận phân loại với các đặc tính, phân biệt giữa những đặc tính không mang thông tin về lịch sử tiến hóa chung – chẳng hạn như những loài được tiến hóa riêng biệt trong các nhóm khác nhau (homoplasy - tương đồng) hoặc những loài được truyền lại đặc điểm từ tổ tiên (plesiomorphies - phân nhánh) - và những loài có nguồn gốc, được truyền lại đặc điểm đổi mới trong một tổ tiên chung (apomorphies). Chỉ những đặc tính có nguồn gốc, chẳng hạn như các quầng mọc gai của cây xương rồng, mới mang bằng chứng về một tổ tiên chung. Kết quả của phân tích miêu tả theo nhánh học được trình bày dưới dạng biểu đồ phân nhánh: những biểu đồ hình cây thể hiện mô hình phân nhánh và gốc rễ tiến hóa.
Từ thập niên 1990 trở đi, các tiếp cận chính để thiết kế phát sinh chủng loại học cho thực vật sống đã trở thành phát sinh chủng loại phân tử, tức sử dụng các đặc điểm phân tử, cụ thể là trình tự DNA, thay vì các đặc điểm hình thái như sự có mặt hoặc không có gai và quầng. Sự khác biệt là chính mã di truyền được dùng để quyết định những mối quan hệ tiến hóa, thay vì sử dụng gián tiếp thông qua các đặc điểm hình thái do di truyền tạo ra. Clive Stace miêu tả phương pháp này mang "quyền tiếp cận trực tiếp với cơ sở di truyền của tiến hóa." Lấy một ví dụ đơn giản, trước khi sử dụng bằng chứng di truyền, nấm chưa được xem là thực vật hay có quan hệ gần với thực vật hơn động vật không. Bằng chứng tiến hóa cho thấy quan hệ tiến hóa chính xác của sinh vật đa bào như thể hiện trong biểu đồ dưới đây – nấm có quan hệ gần với động vật hơn thực vật.
|  | thực vật                                         |
|  |                                                  |
|  | \| \| nấm \| \| \| \| \| \| động vật \| \| \| \| |
|  |                                                  |
|  | nấm                                              |
|  |                                                  |
|  | động vật                                         |
|  |                                                  |

|  | nấm      |
|  |          |
|  | động vật |
|  |          |

Năm 1998, Nhóm phát sinh loài thực vật hạt kín đã xuất bản công trình phát sinh chủng loài học với thực vật có hoa dựa trên phép phân tích trình từ DNA từ hầu hết họ của thực vật có hoa. Nhờ có công trình này, nhiều câu hỏi, ví dụ như họ nào đại diện cho phân nhánh sớm nhất của thực vật hạt kín giờ đây đã có đáp án. Việc tra cứu thực vật có liên hệ ra sao với các loài khác cho phép các nhà khoa học thực vật nắm rõ hơn về quá trình tiến hóa ở thực vật. Mặc cho nghiên cứu thực vật mô hình và tăng cường sử dụng bằng chứng DNA, các nhà phân loại học vẫn đang tiến hành nghiên cứu thảo luận về phương pháp phân loại thực vật thành các đơn vị chính xác nhất. Sự phát triển công nghệ như máy tính và kính hiển vi điện tử đã tăng cường đáng kể mức độ nghiên cứu chi tiết và tốc độ dữ liệu được phân tích.

## Ký hiệu thực vật
Một số ít ký hiệu hiện đang được dùng trong ngành thực vật học, trong đó có bao gồm hoa thức và hoa đồ. Số khác đã lỗi thời; ví dụ, Linnaeus đã sử dụng các ký hiệu tròn để chỉ thực vật thân thảo, gỗ và thực vật lâu năm. Dưới đây là các ký hiệu hiện hành:
♀ ː cây/hoa đực
♂ː cây/hoa cái
⚥ ː cây/hoa lưỡng tính
⚲ ː cây/hoa sinh sản sinh dưỡng (vô tính)
◊ ː cây/hoa giới tính không xác định
☉ ː cây hàng năm
⚇ ː cây hai năm
☠ ː có độc
🛈 ː thông tin thêm
× ːcon lai
+ ː ghép lai